# Nacionalismo venezolano

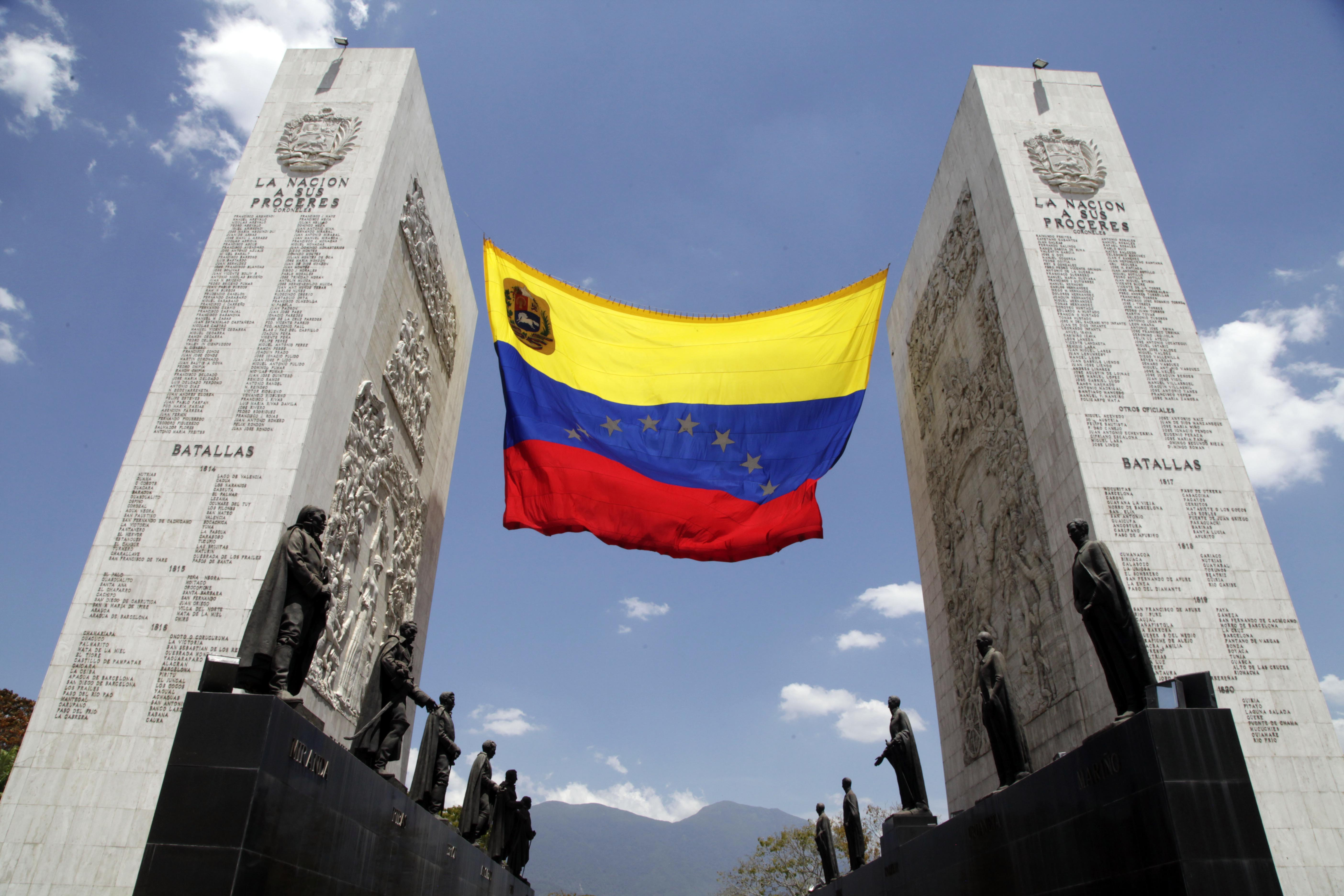
Bandera de Venezuela en el Paseo Los Próceres

El nacionalismo venezolano es un movimiento e ideología sociopolítica que ha contribuido a desarrollar la identidad nacional en Venezuela, logrando crear en la población el sentido de pertenencia al territorio, ciudadanía, historia, etnia, idioma y cultura venezolana.La figura e ideas del político y militar venezolano Simón Bolívar han sido clave en la formación del nacionalismo del país, siendo usadas tanto por dictadores y demócratas, así como por gobiernos de derecha e izquierda.
Estos políticos promovieron el desarrollo de un culto a la personalidad a Bolívar para lograr unificar al país que tras la guerra de independencia se encontraba dividido por luchas internas, tomando a Bolívar como bandera nacional, además de utilizar la imagen e ideas del Libertador para tratar de legitimar sus proyectos políticos. De acuerdo a algunos autores, el uso del culto a Bolívar en el nacionalismo venezolano llegó a confundir en cierto sector de la sociedad la identidad nacional con las ideas de Bolívar, estableciendo que ser venezolano equivalía a ser bolivariano.
La nación es un concepto moderno que, según varios autores, viene precedido por un nacionalismo desarrollado por una elite intelectual y política que, en ocasiones, se sustenta en la invención de la tradición. La élite venezolana tomó y, en algunos casos, inventó una serie de ritos, símbolos, conmemoraciones e historiografía para legitimarse en el poder, apelando a un pasado mítico, seleccionando los hechos y valores que más les convenían.Logrando crear en la sociedad una unidad cultural en función de un Estado, legitimando las instituciones y autoridad, pero también dotando de deberes y derechos a sus ciudadanos unidos por un territorio, historia y cultura.
Desde el siglo XIX comienza a desarrollarse el nacionalismo venezolano influenciado por corrientes europeas, la élite criolla aprovechó estas ideas nacionalistas para alcanzar la independencia económica y política de España, mientras excluía a otros grupos que le disputaban el poder. Tras concretarse la independencia, el país se integra al proyecto de la Gran Colombia, por iniciativa de Bolívar, sin embargo, encontró una fuerte oposición de una parte de la élite caraqueña. Amparado bajo la figura del general José Antonio Páez se rompe definitivamente con el proyecto de la Gran Colombia y surgiría en 1830 el Estado moderno venezolano. 
El naciente Estado surgió lleno de divisiones internas, fraccionado en zonas contraladas por caudillos con fuertes sentidos regionalistas, lo que provocaría constantes enfrentamientos y conflictos armados. Entre finales del siglo XIX y principios del XX, para lograr unificar el país, se recurrió al culto a Bolívar, el militarismo y políticas centralistas por regímenes dictatoriales como los de Antonio Guzmán Blanco y Juan Vicente Gómez. También durante el periodo de las dictaduras comenzarían a introducirse en el país ideas fascistas y un nacionalismo reaccionario provenientes de Europa que influiría en políticos e intelectuales.
Al lograr la democracia en 1958 se comienza a consolidar un nacionalismo económico petrolero, dando origen a un petroestado rentista, en el cual los diversos gobiernos aprovecharon los cuantiosos ingresos para lograr un cierto nivel de desarrollo, además, durante este periodo se da el auge de las reclamaciones por la Guayana Esequiba. Sin embargo, con el desgaste de la democracia, el aumento de la corrupción y pobreza terminaría derrunbándose el proyecto nación surgido de la democracia.
Ante el fracaso del proyecto democrático, sería electo Hugo Chávez que, llevando el culto a Bolívar a niveles extremos y sumándole la ideología socialista, trataría de refundar la nación rompiendo con la historiografía clásica y reinterpretando parte de la historia de Venezuela. Durante el posterior gobierno de Nicolás Maduro se desataría una profunda crisis política y económica que provocó la migración de millones de personas del país y lo que a su vez aumentaría el riesgo de alteración y perdida del sentido de identidad nacional en una parte de la población.

## Historia
El nacionalismo venezolano comienza a desarrollarse en el siglo XIX, principalmente influenciado por nacionalistas franceses, españoles e ingleses, que influyeron en líderes como Simón Bolívar, Francisco de Miranda, Andrés Bello y otros.Desde finales del siglo XVIII y comienzos del XIX se presentaron intentos para instaurar una república guiada por los ideales de la revolución francesa tratando de abolir la esclavitud y los privilegios de la elite.
Entre algunos de estos intentos se encontraban la insurrección de José Leonardo Chirino en 1795 y la conspiración de Gual y España en 1797, sin embargo, estos fracasaron por la falta de apoyo de una parte de la elite que no veía reflejados sus intereses en los mismos.A pesar de los valores de igualdad contenidos en el nacionalismo, cierto sector de la élite criolla vio en este la oportunidad de romper la dependencia económica de España y posicionarse como elemento dominante en el territorio, apartando a otros sectores de la sociedad que podrían disputarle el poder.
Este proyecto liderado por los mantuanos caraqueños buscaba formar una unidad nacional, promoviendo una homogeneización cultural, buscando eliminar las diferencias regionales en favor de una centralización.Desde las elites políticas e intelectuales se trató de imponer patrones simbólicos y de conducta como una bandera, escudo, héroes, himno, religión, música, vestimenta, etc.De esta forma se fomentaba la percepción de una igualdad e identidad interna, convirtiéndose la identidad nacional en un elemento para reducir cualquier diversidad regional, étnica y cultural.

### Época prehispánica
Políticos e intelectuales de corriente indigenistas han promovido la idea de la existencia de un sentimiento de identidad nacional precolombino en algunos de los pueblos indígenas de Venezuela, buscando un pasado glorioso que de su sustento a la nación, más allá de la influencia europea.Sobre esta idea, según autores, se ha construido el concepto de pueblos originarios, donde el término originario equivaldría a nacional, construyendo una «ciudadanía reforzada», siendo los indígenas considerados «más venezolanos que cualquier venezolano».
Algunos de estos políticos e intelectuales promovieron la idea de una continuidad histórica entre la lucha de los indígenas contra los europeos y la guerra de independencia, convirtiendo en héroes de la patria a los indios que lucharon contra los españoles cientos de años antes de la formación de la república, como el cacique Guaicaipuro.
En 1933 el militar J. C. Terrero Monagas publicaría su obra «Ana cariná rote: orígenes del militarismo heroico en Venezuela» donde describiría la influencia caribe en la formación de la nación venezolana. El título hace referencia al lema caribe «ana karina rote» que significa «nosotros solamente somos gente», aunque a veces es traducido como «somos nación».
Según Terrero los caribes poseían un alto sentido de nacionalidad e igualdad, los cuales junto con sus estrategias militares habrían influenciado en los llaneros venezolanos que fueron fundamentales en la independencia.Autores como Pedro Manuel Arcaya y Laureano Vallenilla Lanz opinaron que Terrero sobreestimó la influencia caribe en la formación de la identidad nacional, dándole estos más peso a la europea.
Algunos autores han considerado que difícilmente los pueblos caribe poseían una noción de nacionalismo similar a la europea.El término caribe durante la conquista se usó para definir a un conjunto de pueblos que tenían similitudes culturales, pero muchos de ellos poseían su propia identificación étnica y algunos se encontraban enfrentados.
Los caribes, principalmente el pueblo cariña, fueron un pueblo expansionista que usualmente sometían a la esclavitud a los vencidos, a la frase «ana karina rote», la solían complementar con «amucon paparopo itoto nanto» que significa «todas las demás gentes son esclavos nuestros». Los esclavizados no solo eran arahuacos, sino que también se incluían a otros grupos caribes con los que compartían una identidad cultural.
El origen de la etimología de Venezuela también ha sido objeto de debate, según la versión de origen europea, en una expedición de 1499 en las cercanías del golfo de Venezuela, liderada por los exploradores Alonso de Ojeda, Juan de la Cosa y Américo Vespucio, observaron un poblado con viviendas de tipo palafito. Las viviendas le recordaron a Vespucio la ciudad de Venecia en italiano «Venezia», esto influyó en Ojeda para nombrar la zona con el nombre de «Venezziola» o Venezuela, pequeña Venecia.
Aunque algunos autores han cuestionado este origen al afirmar que «Venezziola» sería una expresión poco común en el italiano de la época para referirse a pequeña Venecia, siendo más probable el uso de «Piccola Venezia».Si bien existen registros de que Vespucio comparó la zona con Venecia, no existe ninguno en donde se use la expresión «Venezuela» o pequeña Venecia en italiano.
Algunas obras antiguas e investigaciones sostienen que el nombre del país es de origen indígena. En 1500 aparece impreso un Mapamundi del cartógrafo Juan de La Cosa, miembro de la expedición de Ojeda, con el nombre de «Venezuela» para la zona. Durante la expedición de Ojeda se solía designar a los sitios por donde pasaban con el nombre utilizado por los locales.El explorador Martín Fernández de Enciso, quien conoció y viajó posteriormente con Ojeda y de La Cosa, publicó en 1519 su obra «Suma de Geographía», en ella se afirmó que el territorio mencionado era conocido como «Veneciuela».
En 1598 el sacerdote Giovanni Botero en su obra «Relaciones Universales del Mundo» expresó que en el golfo de Venezuela existía un poblado indígena con ese nombre y en 1629 el religioso Antonio Vázquez de Espinosa publicaría su obra «Compendio y descripción de las Indias Occidentales» donde afirmó que la palabra era de origen añú y significaría «agua grande» haciendo referencia al lago de Maracaibo.

### Guerra de independencia

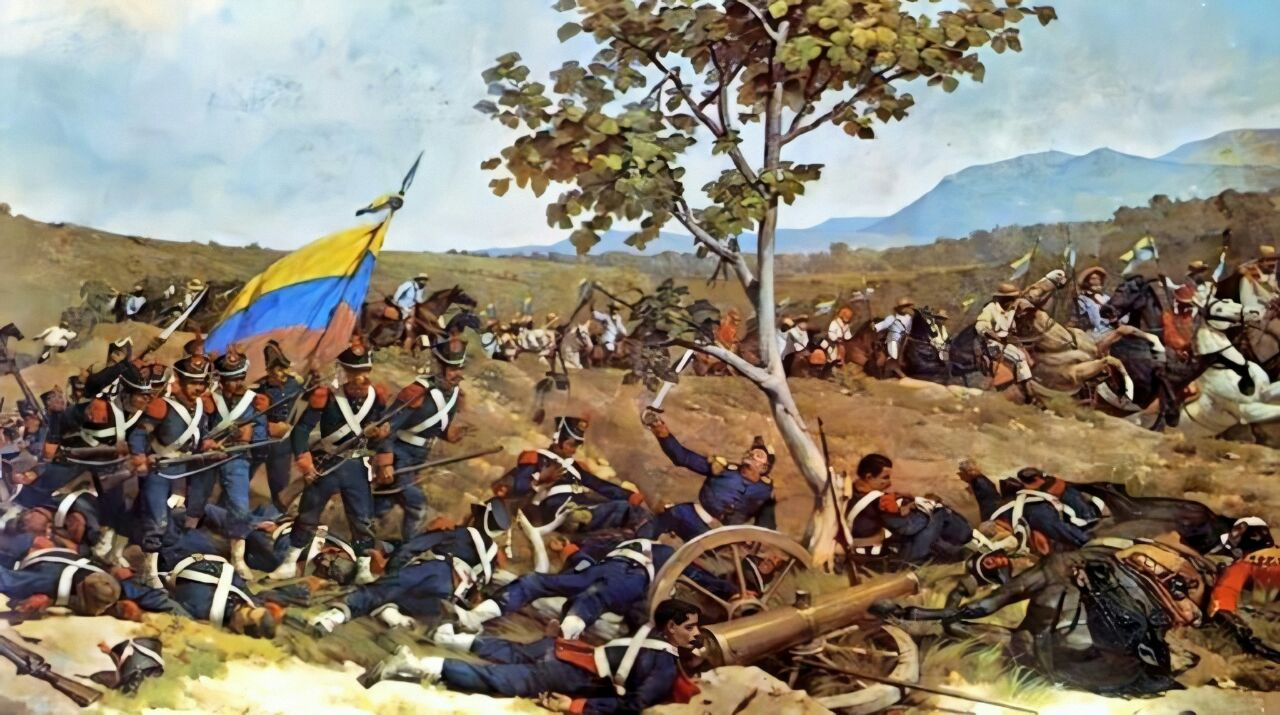
Batalla de Carabobo de Martín Tovar y Tovar

La Capitanía General de Venezuela se estableció en 1777, pero la declaración de la independencia fue el 5 de julio de 1811, naciendo la Primera República cuyos principales ideólogos serían Miguel José Sanz y Juan Germán Roscio que promovieron un «republicanismo cívico moderado» con rasgos federalistas.Sin embargo, la independencia no fue acatada por todas las provincias de la Capitanía, ya que cada región tenía cierta autonomía e intereses propios, provocando una guerra que llevaría a la caída de la Primera República.
Durante el proceso de independencia el sentido de nacionalidad buscó ser impuesto por medio de la ciudadanía, otorgándole una serie de deberes y derechos a la población, no obstante serían excluidos los pobres, mujeres y personas de color.La Constitución Federal de los Estados de Venezuela de 1811 especificaba que la soberanía recaía sobre hombres sometidos a las mismas leyes, gobierno y costumbres, con derechos de igualdad, libertad y propiedad.En la constitución de 1819 se añadiría que para poseer la ciudadanía se requería residir en el país y poseer virtudes públicas, teniendo como valores ser buen ciudadano, padre y patriota.
En la primera constitución de Venezuela también se reconocían los límites a todo el territorio llamado Capitanía General de Venezuela que incluía la mayor parte del Esequibo, dado que una pequeña porción de este territorio quedó en manos holandesas tras un acuerdo con España y que posteriormente fue adquirido por Inglaterra.Progresivamente, los ingleses comenzaron a asentar colonos en territorio venezolano, lo que generó protestas diplomáticas contra el Foreing Office en 1822, dando inicio al conflicto por la reclamación del territorio con sucesivas protestas en años posteriores.
A lo largo de la guerra de independencia comienzan a crearse los símbolos patrios de Venezuela. Entre las primeras propuestas de bandera y escudo se encontraban las hechas por el general Francisco de Miranda siendo modificadas posteriormente, mientras que el himno Gloria al Bravo Pueblo compuesto en 1810 se ha atribuido al doctor Vicente Salias y al compositor Juan José Landaeta.Una vez alcanzada la independencia se establecieron una serie de fechas patrias para rememorar la fundación de la nación, entre ellas el 5 de julio, Día de la independencia de Venezuela y el 24 de junio, día de la batalla de Carabobo.

Bandera usada durante la Segunda República de Venezuela y la Guerra a Muerte

Desde este periodo el militar y político Simón Bolívar comienza a desarrollar una serie de ideas y pensamientos en sus obras que serían claves en la formación de la identidad nacional. En el Manifiesto de Cartagena consideró que la caída de la Primera República se debió al gobierno confederado, reforzando la idea del centralismo, que sería usada posteriormente por autores y políticos bolivarianos en sus proyectos.
En 1813 Bolívar establece el Decreto de Guerra a Muerte que, de acuerdo a autores, comenzaría a definir el concepto de nacionalidad venezolana, en el decreto se diferenció entre españoles y americanos.Según el decreto, todos los españoles serían considerados enemigos y fusilados, a excepción de los que cambiaran de bando, mientras que los americanos tendrían inmunidad total, incluso si luchaban contra la república, estableciéndose el inicio de un nacionalismo étnico.

Bolívar ratificó las ideas del centralismo y la unidad étnica de Venezuela en la Carta de Jamaica de 1815, definiendo al pueblo venezolano bajo una serie de valores y hábitos, resaltando la igualdad y la identidad mestiza.Aunque Bolívar en parte de su correspondencia privada mostró temor y deprecio hacia la población de color, hizo uso de un discurso público promestizaje y buscó constantemente abolir la esclavitud, tratando de reducir las tensiones raciales y atraer a la población de color al ejército patriota que tenía poca popularidad entre las masas.En el Discurso de Angostura expresó de forma positiva la mezcla de los diferentes grupos:
No somos europeos, no somos indios, sino una especie media entre los aborígenes y los españoles. Americanos por nacimiento, y europeos por derechos, nos hallamos en el conflicto de disputar a los naturales los títulos de posesión, y mantenernos en el país que nos vio nacer contra la oposición de los invasores (...).
A pesar del discurso público promestizaje de Bolívar, entre una parte de la elite blanca se mantenía el temor de que se repitieran los sucesos de Haití y que fueran desplazados violentamente del poder por las masas de color, instaurando una pardocracia.Este terror a la pardocracia, según autores, vislumbraría uno de los problemas existenciales de una parte de la elite blanca, la incapacidad de sentirse miembros de una nación con un pueblo mayoritariamente mestizo. En una carta de Bolívar al general Francisco de Paula Santander en 1826 expresaría:
Estamos lejos de los tiempos maravillosos de Atenas y Roma y no debemos compararnos de ningún modo con nada europeo. Los orígenes de nuestra existencia son impuros. Todo lo que nos ha precedido está envuelto en la cloaca negra del crimen. Somos los abominables hijos de aquellas bestias salvajes que vinieron a América a derramar su sangre y a engendrar con sus víctimas antes de sacrificarlas. Más tarde, los frutos de esas uniones se mezclaron con esclavos desarraigados del África. Con tal mezcla física y tales elementos morales, ¿podemos colocar las leyes sobre los héroes y los principios sobre los hombres?.

### Gran Colombia

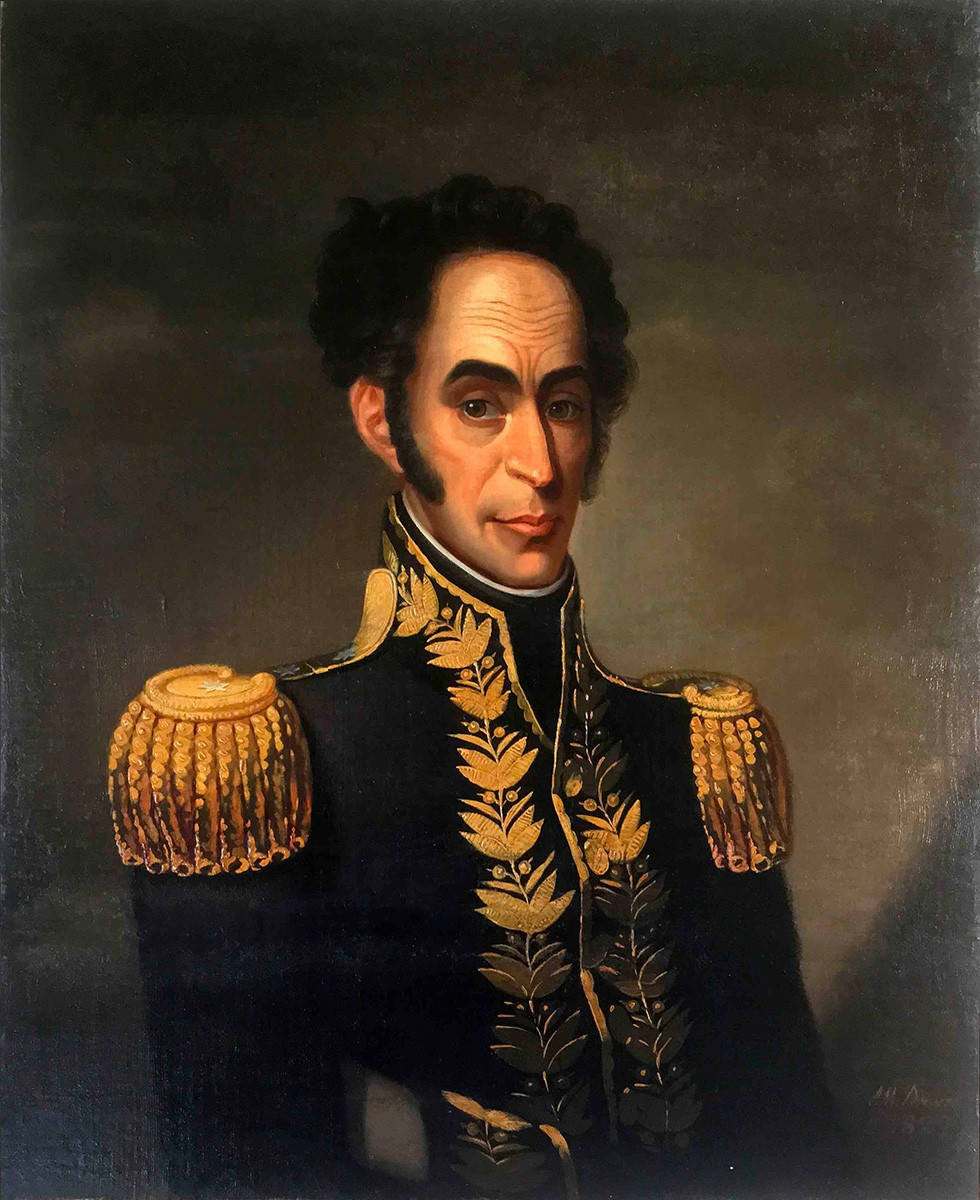
Simón Bolívar de Francis Martin Drexel.

La batalla de Carabobo en 1821 permitiría romper definitivamente los lazos con España, pero Venezuela se integró al proyecto de la Gran Colombia hasta 1830.Aunque Bolívar es considerado por muchos políticos y autores como el Padre de la Patria, este perseguía su propio proyecto de nación, la Gran Colombia, que se concretó en 1821 sin ser consultada con las provincias venezolanas. Tal proyecto encontró una amplia oposición entre una parte de la elite de Caracas, quienes posteriormente serían los forjadores del culto a la personalidad de Bolívar en beneficio de sus propios proyectos políticos.
En Venezuela, desde 1820, la elite liberal influenciada por las ideas del filósofo utilitarista Jeremy Bentham, que pasó de ser admirado por Bolívar a ser censurado, comienza a preocuparse por las ambiciones e ideas centralistas, conservadoras, militaristas, autoritarias y monárquicas de Bolívar.
Muchos de estos políticos y parte de la población, principalmente Caraqueños, empezaron a desarrollar una visión nacionalista. Por un lado, no encontraban un sentido de pertenencia con Colombia y en una parte del territorio ya existía una idea de entidad gobernada desde Caracas.Por otro, temían perder los beneficios adquiridos durante el periodo colonial, donde habían disfrutado de cierto nivel de autonomía con respecto a España y otras colonias.Intelectuales como Tomás Lander, Domingo Navas Spínola y otros, comenzaron a difundir ideas sobre la nación y la especificidad venezolana y en 1826 se inicia el movimiento separatista llamado La Cosiata culminado en 1830.
Una figura clave en la disolución de la Gran Colombia fue el general José Antonio Páez. Páez quien era de origen humilde y desde el inicio de la guerra incorporó una gran cantidad de pobres, mestizos y negros en sus tropas, logró ganar rápidamente apoyo popular y convertirse progresivamente en el principal líder del naciente Estado.Páez, a pesar de ser militar, congeniaba con las ideas de estos civiles, sumado también a sus ambiciones personales de disputarle el poder a Bolívar y al general Francisco de Paula Santander, con quienes mantenía diferencias. Por lo que el movimiento separatista se apoyó en la popularidad y liderazgo del general Páez para lograr la autonomía e independencia de Venezuela.

Tras la independencia, Bolívar se dedicó a las Campañas del Sur, descuidando el poder en Venezuela en beneficio de Páez.Al darse cuenta del apoyo de la idea separatista, Páez advirtió a Bolívar de no intentar usar la fuerza para reintegrar a Venezuela, pues si lo hacía se defendería.En una proclama posterior a la declaración de la separación de la Gran Colombia, Páez advirtió:
«(...)¡Venezolanos! Debo informaros con franqueza del estado de nuestra existencia política; ella peligra si no sois más fuertes que la intriga, la calumnia y el poder de la ambición. La convención reunida en Bogotá por orden del general Bolívar, despreciando vuestros votos, ha declarado que la ley fundamental la unión es indestructible, encargando al mismo general Bolívar de conservar la integridad del territorio: el general Bolívar ha aceptado voluntariamente la odiosa misión, después de haber reasignado el mando supremo, y marcha con un ejército a someter el valor indomable de Venezuela.
Trae su espada dirigida sobre el corazón de la madre que le dio el ser, y le pretende ocultar el veneno de la venganza que encierra en su pecho con el velo de la obediencia y sumisión a la voluntad nacional. Empleará la astucia para sorprenderlos y seduciros, si ésta fuere eficaz, empleará más inútilmente la fuerza. ¿y quién podrá culpar vuestra defensa? Los agresores exterminarán para establecerse, nosotros para conservarnos. El mundo civilizado echará sobre su frente el crimen de la sangre que se derrame, y conocerá la justicia de nuestro furor en el combate.»
A pesar de los intentos de mantener la unión, el nuevo Estado surgió tras la aprobación de la constitución de Venezuela de 1830, principalmente apoyado por el sector civil de la sociedad que apoyaba el legalismo, bajo el resguardo del general José Antonio Páez, y con la oposición del sector militar seguidores del bolivarianismo.
Una parte de la historiografía venezolana ha considerado al general José Antonio Páez como el creador de la república, sin embargo, desde cierto sector se le ha atacado y despreciado. Entre varios políticos e intelectuales ha perdurado una visión sobre los que discreparon con el Libertador y promovieron la separación de Venezuela de la Gran Colombia como traidores al legado bolivariano.

### Época republicana

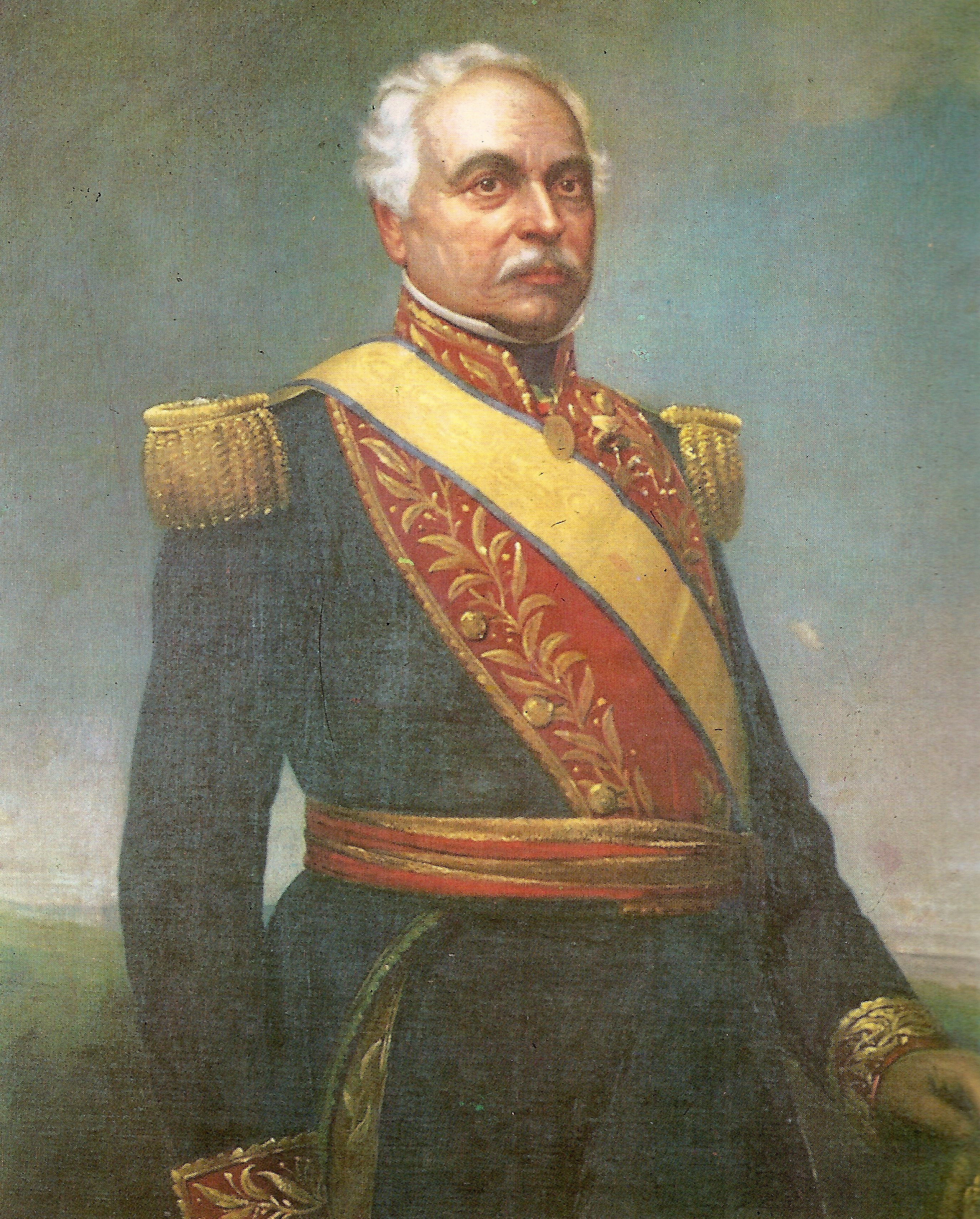
José Antonio Páez de Martín Tovar y Tovar.

Tras la independencia, el país se encontraba desolado política y económicamente debido a la guerra, si bien Venezuela era un país, carecía de un sentido de nacionalidad.El territorio se encontraba dividido en zonas aisladas y con fuertes sentimientos regionalistas liderada por caudillos y la mayoría de la población no se consideraba venezolana sino oriental, andina o llanera.
Al llegar al poder, Páez le da la espalda a sus antiguos compañeros de armas y clase, volviéndose un adinerado latifundista que gobernaba en beneficio de la oligarquía criolla, quien lo aceptó como gobernante por sus méritos militares.A pesar de que Páez era militar y pacto con la oligarquía, en sus primeros años de gobierno se sometió a la constitución y se rodeó de expertos ministros que comenzaron a institucionalizar el país, sentando las bases de un incipiente Estado de derecho.
Sin embargo, con el aumento de las tensiones sociales y luchas de poder, Páez fue adquiriendo características autoritarias. Los principales políticos se encontraban en constantes enfrentamientos entre las facciones liberales lideradas por Antonio Leocadio Guzmán y los conservadores bajo el mando de Páez.En este periodo la conflictividad social se mantuvo, se promueve una abolición lenta y gradual de la esclavitud en Venezuela lo que genera protestas, además se prosigue con «civilizar» y reducir a los indígenas.En la sociedad también se conservó una visión machista y patriarcal, siendo la mujer concebida como un objeto sexual y un ser sumiso, subordina al hombre y excluida de cualquier posición de poder.
Las constantes confrontaciones posteriores a la guerra de independencia, como la Guerra Federal, y la inacción de los gobernantes provocarían que se descuidaran zonas fronterizas en disputas con otros Estados. Se perderían zonas fronterizas con Brasil, reclamaciones sobre la colonia británica Trinidad, o la Guayana Esequiba, que se volvería en un tema clave en los reclamos nacionalistas en el futuro.
Para combatir las constantes confrontaciones entre caudillos y facciones y reducir las tensiones, se apela a la figura de Simón Bolívar, tratando de usar su imagen para reforzar la unidad nacional y estableciéndolo como un modelo a seguir para mejorar a la sociedad.A partir de 1842, cuando se trasladan los restos de Bolívar a Venezuela, se da inicio al empleo del culto al Libertador para reforzar la identidad nacional por medio de autores como Juan Vicente González, Eduardo Blanco y Felipe Larrazabal que, influenciados por el romanticismo, convirtieron a Bolívar y la gesta de la independencia en el mito de origen de la nacionalidad venezolana.

#### Dictaduras
El dictador Antonio Guzmán Blanco fue clave en la construcción del Estado moderno y del nacionalismo venezolano, durante su dictadura se esbozó la construcción de un proyecto nacional, organizando a la administración pública y buscando centralizar el poder, disminuyendo la influencia de los caudillos regionales.
Guzmán Blanco reforzó el culto de Bolívar llegando casi a la divinización, promoviendo la construcción del Panteón Nacional, «templo de la patria», y en 1879 se creó el bolívar como unidad monetaria. Además, se construyó una red de vías para conectar al país y establecería la educación pública universal y gratuita, tomando como modelo la educación francesa, que entre sus objetivos se encontraba el adoctrinamiento en ideas nacionalistas.En 1888 el presidente Juan Pablo Rojas Paúl, afín al dictador, fundó la Academia Nacional de la Historia, la cual sería una de las principales instituciones promotoras del nacionalismo venezolano.
Desde la década de 1880, representantes del gobierno trataron de conseguir el apoyo de Estados Unidos en la disputa territorial por el Esequibo ofreciéndole el monopolio del comercio fluvial en el territorio, dada las concesiones y bajó la doctrina Monroe el gobierno estadounidense se involucró en el conflicto . La disputa se solucionaría en el Laudo Arbitral de París de 1899, el gobierno dejó en manos de representantes estadounidenses la defensa del territorio, liderados por el abogado Severo Mallet-Prevost. El fallo favoreció a Inglaterra y a pesar de algunas protestas, el gobierno venezolano reconoció formalmente el resultado, aunque esta postura cambiaría con el paso de los años y la publicación de información sobre el juicio desconocida en esa época, en la que se acusaba de ser una componenda política.
Con la llegada al poder del régimen de Cipriano Castro en 1899, inicia un gobierno de corte nacionalista que se opuso a pagar las deudas que poseía el país con potencias extranjeras, lo que provocaría un bloqueo naval en 1902.Durante el bloqueo, Castro denunciaría que «La planta insolente del extranjero ha profanado el sagrado suelo de la patria» y fomentaría un ferviente nacionalismo en la población, logrando conseguir el apoyo de uno de sus opositores más feroces, el político José Manuel Hernández.

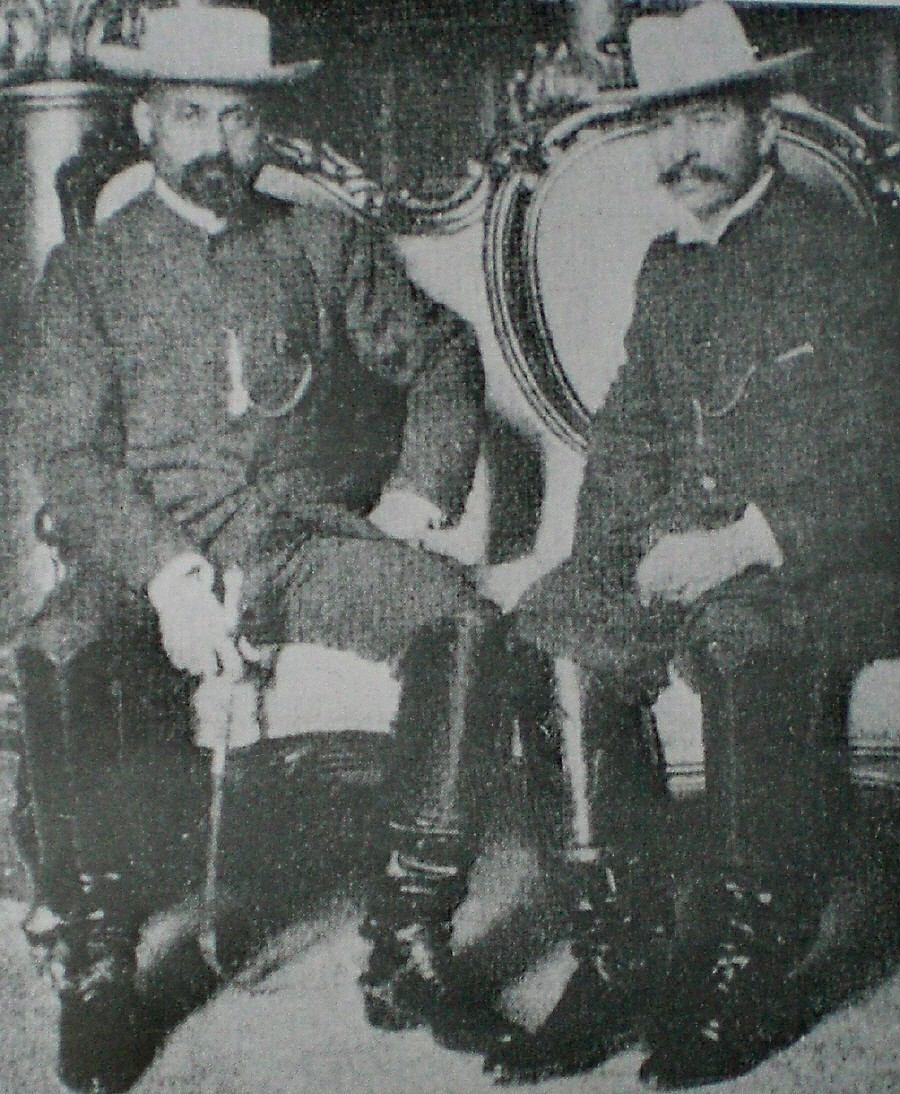
Cipriano Castro y Juan Vicente Gómez

Tras derrocar a Castro, el dictador Juan Vicente Gómez, quien se mantuvo en el poder de 1908 a 1935, gobernó férreamente imponiendo valores conservadores en la sociedad y centralizando el poder, aunque concedió el control de la industria petrolera a empresas transnacionales.La dictadura de Juan Vicente Gómez terminó el proceso de centralización de la nación, gracias a los ingresos generados por el petróleo, el dictador pudo modernizar a las fuerzas armadas y comenzar la construcción de grandes obras.En la conmemoración del natalicio de Bolívar, la dictadura aprovechó su logro de pagar la deuda externa para asociarlo a la idea de lograr independencia de las potencias extranjeras.
Entre los siglos XIX y XX comienzan a permear en el país ideas positivistas, fascistas y un nacionalismo reaccionario provenientes de Europa introducidas por intelectuales y la iglesia católica venezolana. Desde estas corrientes se promovía el conservadurismo, la estabilidad y la supuesta debilidad racial del país, lo que provocó que se buscara fomentar un proyecto de blanqueamiento racial atrayendo una masiva inmigración europea para disminuir la cantidad de personas de color creyendo que de esta forma se modernizaría a la nación.
El intelectual positivista Laureano Vallenilla Lanz, ideólogo de Gómez, en su obra el «Cesarismo Democrático» buscó justificar la dictadura apelando al carácter colectivo del pueblo venezolano y a la anarquía existente que solo podría ser controlada por medio de un «gendarme necesario». Vallenilla Lanz consideraba a la dictadura un mal necesario para controlar a la población pobre y mestiza que no estaba apta para la democracia, ya que sería presa fácil de políticos demagogos, para evitar esto se necesitaba de una dictadura ilustrada que impusiera el progreso en la nación.
En esta época también se comienza a gestar un nacionalismo económico centrado en nacionalizar el petróleo, en 1943 durante el gobierno de Isaías Medina Angarita se estableció un sistema de reparto de ganancias entre el Estado y las transnacionales de 50-50, además el gobierno y los que le siguieron presionaron a las compañías para que localizaran refinerías en territorio venezolano.
El político Alberto Adriani fue uno de los principales promotores del nacionalismo petrolero, desde una visión nacionalista buscó «sembrar el petróleo», frase atribuida al escritor Arturo Uslar Pietri. Adriani pensaba desarrollar la economía por medio de créditos agrícolas provenientes del petróleo, adoptando tecnología y mano de obra extranjera.Sin embargo, dentro del Estado prevaleció una visión desarrollista buscando la industrialización por medio de la sustitución de importaciones.

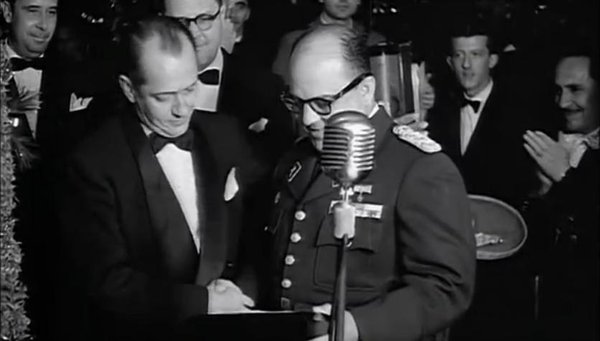
Laureano Vallenilla-Lanz Planchart junto a Marcos Pérez Jiménez.

Durante la dictadura de Marcos Pérez Jiménez se alentó un discurso nacionalista militarista, apartando a los civiles del poder, con un estilo mesiánico e inspirado en el culto a Bolívar y a la gesta de independencia.El régimen promueve el proyecto del «Nuevo Ideal Nacional» tratando de modernizar al país por medio del desarrollo industrial, la inmigración de europeos y aumentado el gasto militar.
Durante la dictadura se recalcan los valores conservadores centrados en la tradición, cercanía con la Iglesia, el anticomunismo y la norteamericanización de la sociedad.También se buscó reforzar el papel geopolítico de la nación por medio del rearme del ejército, confrontando a países vecinos por viejas disputas territoriales como por el Golfo de Venezuela y el Esequibo.Ante la influencia del comunismo en la región se estableció una red de solidaridad política e ideológica con regímenes militares en Centroamérica y el Caribe llamada «La Internacional de las Espadas», buscando influir política y económicamente en estos gobiernos.
El «Nuevo Ideal Nacional» planteaba como tesis central «la transformación del medio físico y el mejoramiento de las condiciones morales, intelectuales y materiales de los venezolanos».Su principal ideólogo, Laureano Vallenilla-Lanz Planchart, al igual que su padre en el régimen de Gómez, se basaba en la idea del «gendarme necesario». Se trató de promover las tradiciones y aprovechar los recursos naturales para la modernización del país por medio del férreo control de un caudillo.

Durante la dictadura se alcanzó cierto desarrollo económico, sin embargo, según autores, este fue artificial y poco planificado. Este auge se debió a las regalías de las industrias petroleras extranjeras y un ambicioso plan de obras públicas, centrado en Caracas. La concentración en estos dos sectores hizo que se descuidara la inversión en la agricultura, industrias y en el interior del país, aumentando el sector de las importaciones y sentando las bases para el rentismo petrolero. Este crecimiento poco planificado se reflejó en un artículo dedicado al dictador del Time Magazine de 1955, en donde se expresaba:
«(...) Pagadas en cuotas, muchas mujeres que habitan en casas sin agua corriente en los cerros están adquiriendo lavadoras hechas en Estados Unidos y las están llenando con agua que ellas mismas transportan en un tobo sobre la cabeza (...)».

#### Democracia

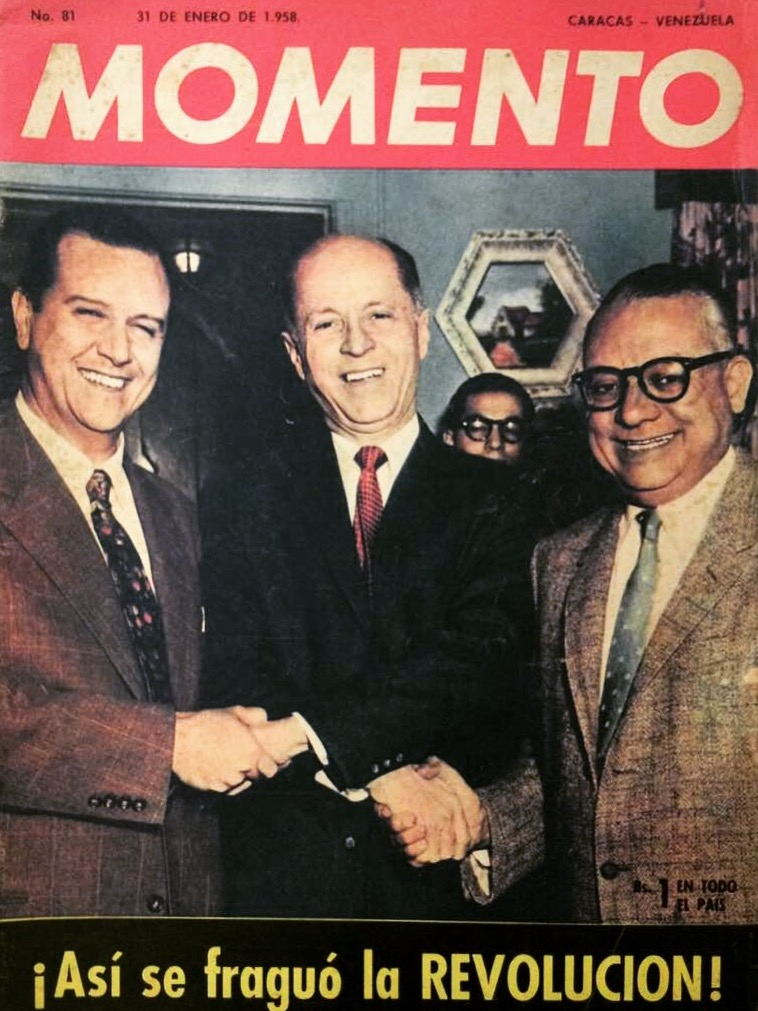
Portada revista momento del 31 de enero de 1958, donde aparecen los líderes políticos venezolanos: Rafael Caldera, Jóvito Villalba y Rómulo Betancourt.

Desde 1936 empiezan a surgir diversas organizaciones políticas que buscaban un cambio y mayores libertades, estas luchas se concretarían en el surgimiento del partido Acción Democrática de ideología marxista y que posteriormente se orientaría hacia la socialdemocracia.Tras el golpe de Estado de 1945 se aprueba Constitución de Venezuela de 1947, la primera de carácter democrático y que otorgaba el sufragio universal. Esta constitución permito otorgar derechos todos los sectores de la sociedad, aprobándose el voto femenino, la legalización de partidos políticos y sindicatos.En 1948 resultaría electo el escritor Rómulo Gallegos e iniciaría una serie de reformas para beneficiar a las masas populares, sin embargo, su gobierno se vería cortado por un golpe de Estado liderado por el militar Marcos Pérez Jiménez.
Tras la restitución de la democracia en 1958, varios dirigentes como Rómulo Betancourt, Rafael Caldera y Jóvito Villalba promueven el pacto de Puntofijo, un acuerdo entre los partidos políticos AD, Copei y URD, que repartiría el poder entre los tres. Estableciendo un proyecto de país que incluía la idea de nacionalizar el petróleo y promover ideas liberales democráticas, marginando a partidos de extrema derecha e izquierda, en ocasiones usando formas de violencia de estado propias de la época de las dictaduras como asesinatos, desapariciones y torturas.
El político Rómulo Betancourt fue una figura clave en la construcción del discurso nacionalista durante la democracia, en un comienzo Betancourt emplea un discurso nacionalista antiimperialista de izquierda y colectivista, aunque posteriormente gira hacia el centro político.En sus discursos contra el latifundismo lo consideraba una «lacra social» y promovió una reforma agraria para mejorar el desarrollo nacional, recurriendo en sus discursos a Bolívar para legitimar sus acciones.
Durante la democracia se vuelve a apelar al discurso público promestizaje que Simón Bolívar utilizó durante la guerra de independencia, varios dirigentes de AD como Betancourt, Andrés Eloy Blanco y Luis Beltrán Prieto Figueroa se autocalificaron como «café con leche» enorgulleciéndose de sus orígenes mestizos. Además, promovieron luchas para combatir prácticas discriminatorias instauradas durante la época de las dictaduras y promover el ascenso social de la población de color, tratando de lograr, según algunos autores, una «democracia racial».
En 1948 se publicaría un memorándum póstumo del abogado Severo Mallet-Prevost quien defendió a Venezuela en el Laudo Arbitral de París por la disputa del Esequibo. En el memorándum, Mallet-Prevost acusaba a los jueces de parcializarse y conspirar en favor de Inglaterra, aunque algunos autores han cuestionado las afirmaciones de Mallet-Prevost. La publicación del documento reavivo en Venezuela el interés por reanudar las reclamaciones por el territorio en disputa, llegando a considerar el laudo como «nulo e irrito».
En 1965 se publicaría el mapa de Venezuela, incluyendo por primera vez el Esequibo, y el gobierno comenzaría a realizar una serie de acciones para presionar a los ingleses a discutir el resultado del laudo, llegando al Acuerdo de Ginebra.Tras la independencia de Guyana en 1966, la tensión aumentaría, en 1966 tendría lugar la crisis de Anacoco denunciada como un intento de invasión por el gobierno guyanés y en 1969 acontecería la rebelión de Rupununi, donde un grupo de indígenas en territorio guyanés alentaron a anexar el distrito de Rupununi a Venezuela.Las tensiones socavarían las relaciones de Caracas con algunos países del Caribe que verían a Venezuela como una nación colonialista e imperialista, aunque con el paso de los años estos roces se relajarían al igual que las reclamaciones venezolanas.
Mientras que en lo económico, los diversos gobiernos democráticos tomaron como bandera el nacionalismo petrolero, influenciado por el político Juan Pablo Pérez Alfonzo, buscaron promover una propiedad colectiva y soberana sobre del petróleo, limitando el otorgamiento de concesiones a empresas extranjeras.En 1975 el presidente Carlos Andrés Pérez nacionalizó parcialmente el petróleo, aunque con beneficio para las trasnacionales petroleras.En el discurso sobre la nacionalización, el presidente Pérez expresó que se estaba produciendo «una revolución democrática y nacionalista» con el objetivo «de que el petróleo sea venezolano».
Este nacionalismo petrolero dio origen a un petroestado rentista, pasando de una sociedad agrícola atrasada a un Estado que permitió un cierto nivel de desarrollo y movilidad social con ayuda de una fuerte educación pública, aunque provocó una excesiva dependencia de la renta petrolera.Sin embargo, con el desgaste de la democracia y del aumento de la corrupción se plantea una discusión entre los diversos grupos de poder, para determinar si la empresa estatal PDVSA debía mantenerse bajo control del Estado o privatizarse.
A pesar del boom petrolero durante la época democrática se mantuvieron altos niveles de pobreza y desigualdad, en parte de la sociedad se creó una autopercepción como ciudadanos de segunda clase y una comparación negativa con otras naciones.A pesar de que se hicieron esfuerzos para reducir las tensiones raciales provenientes de la guerra de independencia y las políticas discriminatorias promovidas durante las dictaduras, en parte de la sociedad y las instituciones se mantuvo cierto grado de racismo y xenofobia.
 

Desde el sistema educativo se impartieron ciertos valores asociados a la discriminación y la exclusión, lo que provocó en parte de la población sentimientos de racismo, autoracismo, xenofobia, desarraigo y vergüenza nacional.En algunos textos educativos se presentó una visión de un nacionalismo xenofóbico, un texto de Instrucción Premilitar de 1999 expresaba:
«A partir de los años 70, producto de nuestra bonanza petrolera, de las políticas del populismo y del paternalismo de Estado, aunado a situaciones económicas y sociales adversas en nuestros países latinoamericanos, emergió una avalancha de indocumentada y no controlada de inmigrantes colombianos, ecuatorianos, peruanos, dominicanos, trinitarios, cubanos y de otros países de centro y Suramérica, quienes en su mayoría, sin educación formal, sin oficio definido, con traumas, con enfermedades, vinieron en busca del bolívar fácil que le ofreció Venezuela»
Desde la década de 1970 el proyecto país producto del pacto de punto fijo comienza a resquebrajarse, empiezan a hacerse evidentes altos niveles de corrupción y derroche, y en una parte de la sociedad un estilo de vida consumista y facilista derivado de la rápida riqueza petrolera y un mal enfocado paternalismo estatal.Ante la situación negativa del país se asumieron políticas liberales como una solución a los problemas existentes, de esta forma se disciplinaría y reduciría al Estado en beneficio del mercado.Esta visión se plasmaría en una serie de reformas conocidas como «El Gran Viraje» aplicadas en 1989 durante el segundo gobierno de Carlos Andrés Pérez.
El 27 de febrero de 1989 explotaron una serie de protestas y saqueos, conocidos como el Caracazo, cientos de personas de sectores populares salieron a las calles a manifestarse en contra de la aplicación del «paquetazo económico», sufriendo una violenta represión que dejaría centenares de muertos.El Caracazo, según autores, sería el punto final del proyecto nación de la democracia puntofijista, en el se derrumbaría la imagen de un país próspero y pacífico, deslegitimando a la mayoría de los partidos y políticos, y abriendo el camino a extremistas, antipolíticos y outsiders.Tras el Caracazo, la república se hundió en una profunda crisis institucional que provocaría un intento de golpe de Estado el 4 de febrero de 1992, seguido de otro intento golpista apenas meses después y que terminaría desembocando en la destitución y arresto del presidente Pérez.

### Chavismo

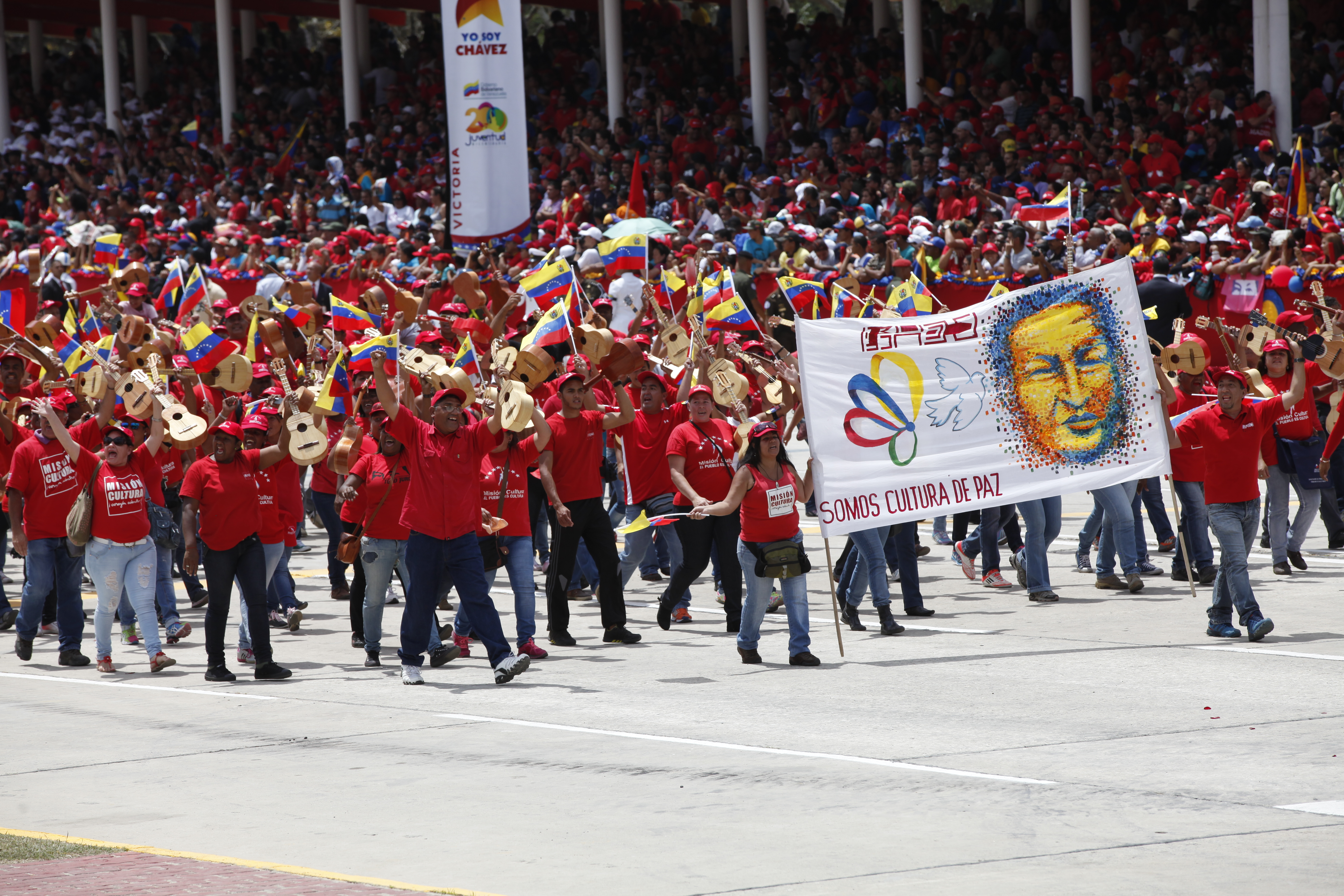
Marcha oficialista en conmemoración de la muerte de Hugo Chávez

Ante la decepción con la democracia, de acuerdo algunos autores, en diversos sectores comienza a aparecer una nostalgia por las dictaduras militares, sumado al culto a Bolívar, que fomentó el apoyo al caudillismo y mesianismo entre el ejército y la población.Desde la democracia muchos militares no vieron con buenos ojos la constitución de 1961, pues habían perdido beneficios e ingresos, esto favoreció el auge de Hugo Chávez que reforzaría el centralismo, militarismo y el autoritarismo.
En 1999 llega al poder el militar Hugo Chávez, quien previamente había realizado un fallido intento de golpe de Estado, liderando un movimiento denominado Revolución bolivariana que agrupaba a militares y civiles que se autodefinían como bolivarianos, nacionalistas y posteriormente socialistas.Tras la toma del poder por el Chavismo se renombró al Estado como República Bolivariana de Venezuela, considerada la V República, dando la idea de una refundación de la nación. Ideológicamente, se fundamentaba en el «Árbol de las tres raíces» que buscaba construir un nuevo proyecto nacional por medio de la trasformación de la sociedad venezolana, tomando los pensamientos de Simón Bolívar, Simón Rodríguez y Ezequiel Zamora, posteriormente añadiendo el marxismo.
Durante el gobierno de Chávez el culto a Bolívar adquirió dimensiones extremas, su imagen se volvió omnipresente en la sociedad y se aumentó el adoctrinamiento en los ideales bolivarianos, tratando de unir la nacionalidad al bolivarianismo.El gobierno también fomentó un discurso de transformación hacia el socialismo del siglo XXI, una versión nacionalizada del marxismo, que bajó la consigna «patria, socialismo o muerte» y un discurso polarizarte y clasista trató de crear una democracia directa, una economía estatizada y un «hombre nuevo» basado en los valores socialistas.A esto se sumaría la promoción de una postura militarista, Chávez mostró simpatía con regímenes dictatoriales como los de Fidel Castro en Cuba, Sadam Huseín en Irak y Muamar el Gadafi en Libia, y además fomentó la militarización de la sociedad promoviendo un «pueblo uniformado», dando una visión de los militares como los salvadores de la patria.
El régimen de Chávez también intento dar la idea de una refundación de la nación, pretendiendo producir una nueva versión de la historia de Venezuela, rompiendo con la historiografía clásica, reescribiendo y trasmitiendo su versión a la población para construir una nueva memoria histórica. Uno de los esfuerzos más representativos de esta reescritura fue la exhumación de los restos de Simón Bolívar para determinar su posible asesinato y apoyando la antigua versión del origen mestizo del Libertador.
Chávez también promovió un discurso para reconocer la multiculturalidad de la sociedad, revalorizando la contribución de los indios y negros en la formación de la identidad nacional, construyendo varios monumentos y renombrando varios lugares en su honor, como el cerro El Ávila, que paso a llamarse Waraira repano.En sus discursos llamaba a pagar la «deuda histórica» con este sector de la sociedad y se renombraría el 12 de octubre como el «Día de la Resistencia Indígena» y el 10 de mayo se decretaría el día de la afrovenezolanidad.
Durante el chavismo el nacionalismo económico petrolero se mantuvo y aumentó el control gubernamental sobre la «nueva PDVSA» reforzando el rentismo petrolero y perdiendo cierta autonomía y politizando a la empresa en beneficio del gobierno.Estos intentos de aumentar el control del gobierno sobre la compañía generaron protestas entre los trabajadores y tensiones entre las cúpulas de poder, lo que provocaría el golpe de Estado de 2002.
Tras el golpe y recuperar el poder, el gobierno se radicalizó y aumentó su retórica antiestadounidense. Empezaría a usar el petróleo para financiar medidas económicas asistencialistas para la población, creando una dependencia clientelar, además trató de proporcionar ayuda económica a países aliados para aumentar su influencia geopolítica.La politización de la empresa sumada a un manejo ineficiente y la corrupción, sentaría las bases para el inicio de una profunda crisis económica y abriría la puerta empresas extranjeras, ahora chinas, iraníes y rusas, para aprovecharse del petróleo venezolano.
Tras la muerte de Chávez, su sucesor Nicolás Maduro en un principio continúa en la misma línea política y fomenta un culto a la personalidad de Chávez, pero tras una profunda crisis política y económica comienza un progresivo giro a la derecha.Debido a los altos niveles de corrupción e hiperinflación se desataría una profunda crisis política y económica que generaría una gran cantidad de manifestaciones violentamente reprimidas por el régimen de Maduro, que provocaría decenas de muertos y denuncias de sistemáticas violaciones a los derechos humanos.
El gobierno sería sometido a la aplicación de sanciones por varios países debido a las supuestas violaciones a los derechos humanos y actitudes antidemocraticas, estas medidas fueron aplicadas en su gran mayoría a funcionarios públicos y en años posteriores a algunas empresas del Estado. Ante las sanciones Maduro reforzaría el discurso antiimperialista apelando a la gesta de independencia y el culto a Bolívar. Con el paso de los años millones de venezolanos huirían del país provocando una crisis de refugiados, ante esta situación la retórica gubernamental cambió a una de superación de la crisis, resumida en la frase «Venezuela se arregló». Invitando a los que migraron a volver al país por medio de un plan gubernamental nombrado homónimamente al poema de Juan Antonio Pérez Bonalde, «Vuelta a la Patria».
A pesar del discurso oficial nacionalista y de superación de la crisis, este se alejaba de la realidad, millones de venezolanos se encontraban en situaciones de pobreza y con graves carencias para sobrevivir, siendo descrito el país por algunos autores como un Estado fallido y manteniéndose los altos niveles de migración. Al igual que en la década de 1980 reaparecerían sentimientos de desarraigo y vergüenza nacional, que sumado al desplazamiento, provocaría en algunos sectores de la sociedad, según varios autores, una alteración y perdida del sentido de la identidad nacional.

## Cultura
En la cultura venezolana surgirían autores dentro de la literatura, el arte y la música que fomentarían un nacionalismo cultural dentro de la población. Muchos de estos autores observaron con preocupación la penetración de elementos culturales de otras naciones a través de los medios de comunicación, como el «American way of life», lo que provocaría, según ellos, la pérdida de las raíces, produciendo una alienación de la identidad.Para recuperar el interés en la cultura local surgieron dos corrientes, el tradicionalismo y el criollismo, la primera buscaba resaltar los valores históricos de la sociedad en diversos medios y la segunda se centraba en el exponer el folclor en la literatura.
Con el auge del partido Acción Democrática en 1944, comienzan a promoverse programas políticos para acercarse a los sectores populares venezolanos, creando una serie de instituciones para resaltar la cultura popular.Se crearon diversos organismos para fomentar la difusión y el estudio del folclor con la participación del poeta Juan Liscano, la compositora Isabel Aretz y el músico Luis Felipe Ramón y Rivera. En 1948 se realizaría en Caracas «La Fiesta de la Tradición, Cantos y Danzas de Venezuela» donde se expusieron por primera vez expresiones folclóricas de todo el país como el tamunangue, los diablos de Yare, entre otros.
Ante la llegada de la dictadura de Pérez Jiménez se impone los valores del «Nuevo Ideal Nacional», institucionalizando el folclor en las escuelas y buscando usar de forma propagandística los símbolos patrios, la gesta de la independencia y las tradiciones para promover el nacionalismo.
Tras el retorno de la democracia, desde el Estado no se le dio una importancia primordial a la difusión cultural y se tuvo una visión asistencialista de llevar la cultura a las masas, centrándose en el arte académica y en menor medida el folclor. Se fomentó la creación de espacios y eventos para el consumo de estas actividades, en detrimento de promover la creación.
El Chavismo por su parte, apeló a dar mayor difusión en los medios a producciones nacionales, dándole prioridad a temas históricos, el realismo social y el muralismo, además, de acuerdo algunos autores, apoyado en su ideología política, instrumentalizó a diversos artistas como una herramienta de propaganda, aumentando la polarización en la sociedad.

### Arquitectura

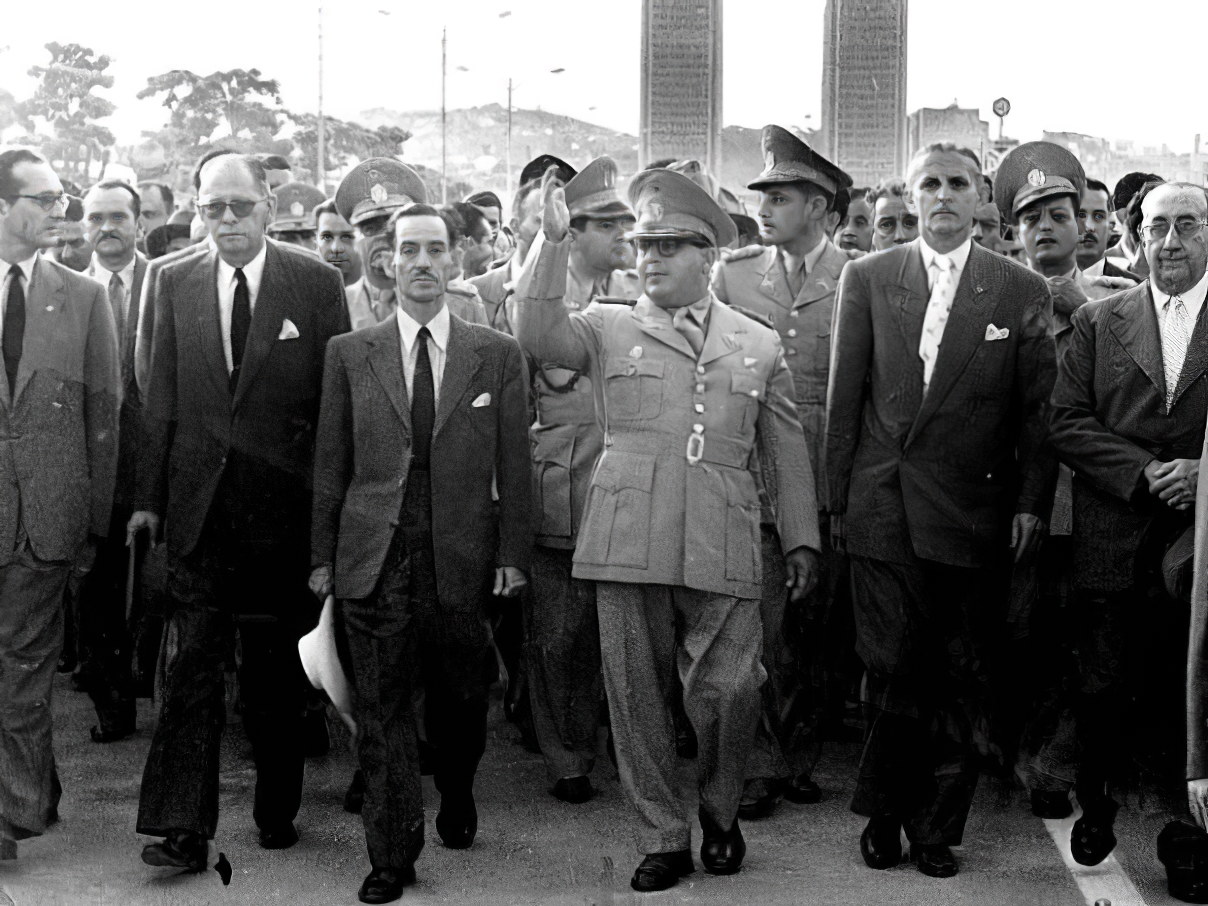
Inauguración del Centro Simón Bolívar en 1954

En la arquitectura venezolana un sector trataría de alejarse del estilo colonial, buscando sustituirlos por otros provenientes de Europa y estilos modernos.A lo largo del régimen de Antonio Guzmán Blanco se buscó romper con la arquitectura colonial para asentar el sentimiento de independencia con España, siendo sustituida por estilos provenientes de Francia como el eclecticismo. Durante la dictadura se encargaron de restaurar la casa natal de Bolívar, se construyó el panteón nacional y el Palacio Federal Legislativo.
En la década de 1920 llegó a Venezuela el arquitecto español Manuel Mújica Millán y colabora en recuperar el interés en la arquitectura colonial, desarrollando el estilo neocolonial, corriente seguida por los arquitectos Luis Eduardo Chataing y Luis Malaussena.El apoyo al estilo neocolonial buscaba recuperar las tradiciones y la identidad nacional frente a la arquitectura moderna, resaltando los vínculos de la sociedad con España.
Durante la dictadura de Marcos Pérez Jiménez se llevaron a cabo una variedad de grandes obras de arquitectura moderna para modernizar las ciudades, entre los arquitectos de este periodo destacaría Carlos Raúl Villanueva. Amparado en su proyecto político, el «Nuevo ideal nacional», que entre sus objetivos se encontraba la transformación del entorno físico, se construyeron una gran cantidad de obras, principalmente en Caracas, aunque algunas fueron criticados por el uso de prácticas ilícitas y una excesiva rapidez en las construcciones que ponía en riesgo la calidad de las edificaciones.
A manera de propaganda, las obras generalmente eran inauguradas el 2 de diciembre de cada año para conmemorar la llegada al poder del dictador. Entre las obras más conocidas se encuentran el hipódromo La Rinconada, la Ciudad Universitaria de Caracas, el paseo Los Precursores, el teleférico de Caracas, el Helicoide, el Círculo Militar de Caracas, las Torres del Centro Simón Bolívar, el Aula Magna, etc.
La construcción de grandes obras públicas y edificios de lujo contrastaba con los crecientes barrios marginales construidos por los migrantes rurales del interior en los cerros y afueras de las principales ciudades. La dictadura consideró esto principalmente un problema estético, por lo que promovió un plan de construcciones de viviendas dignas para sustituir los ranchos. Se construyeron una gran cantidad de bloques de apartamentos, pero muchos de ellos se dejaron con un acabado mínimo y algunos sin terminar.
Durante el periodo de Revolución bolivariana se volvió a hacer énfasis en la construcción de obras públicas, sin embargo, muchas de estas obras quedaron inconclusas debido, en parte, a los altos niveles de corrupción.La arquitectura de este periodo se centró en la construcción de monumentos asociados al culto a Bolívar, la cultura india y negra, y una forma de construcción basada en la organización popular de viviendas sociales, donde se fomentaba a la población a un método de construcción autogestionado.

### Artes plásticas

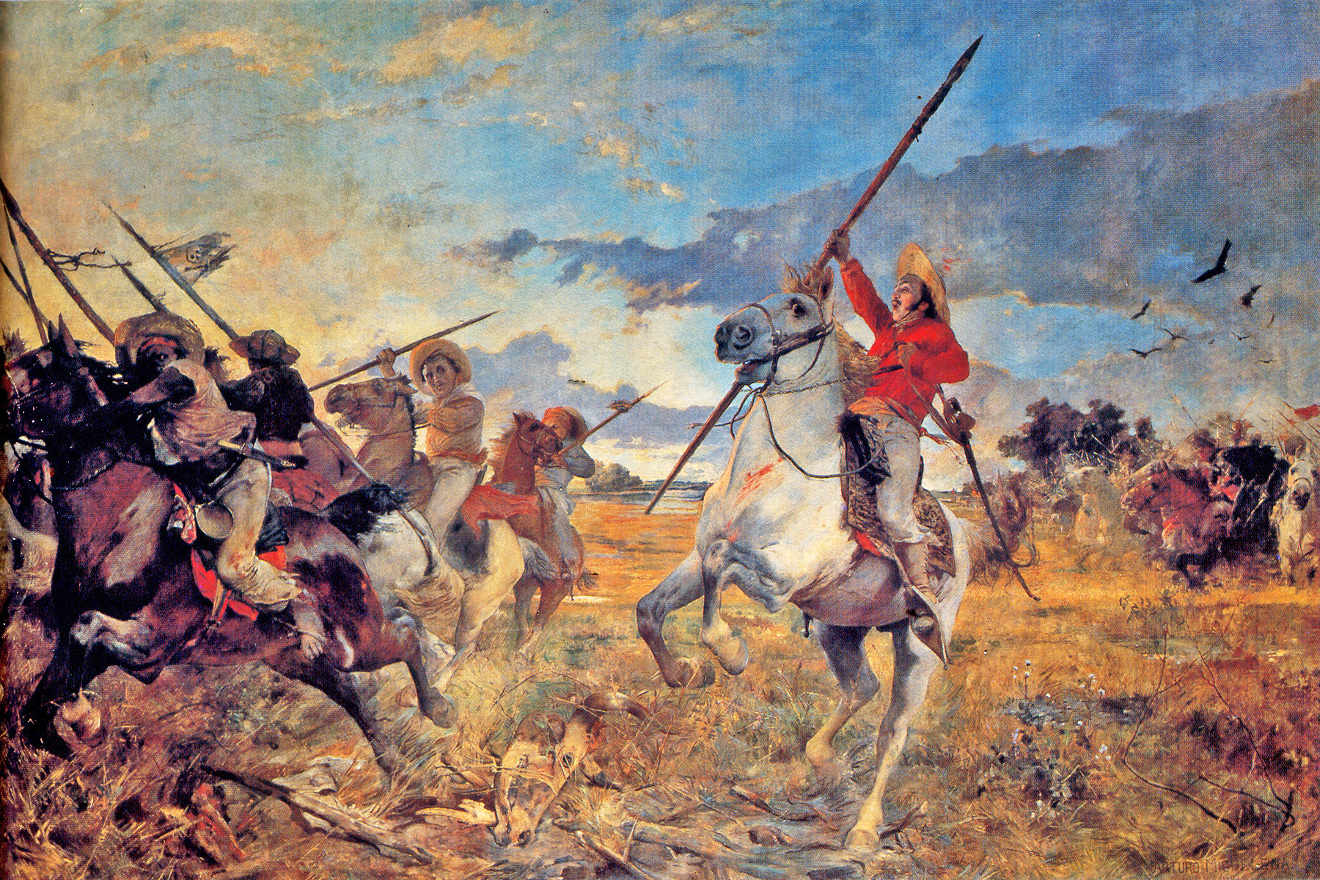
Vuelvan caras de Arturo Michelena

El arte en Venezuela desde el siglo XIX, es puesta al servicio de la patria por medio de la exaltación a la figura del héroe y la gesta de independencia, con el objetivo de impregnar en el pueblo un sentido de patriotismo, haciendo especial énfasis en Simón Bolívar alimentando el culto a su personalidad.El Estado imponía los temas que debían pintarse y las academias de arte recibían financiamiento y los artistas becas para ir a estudiar en Europa.
Artistas como Martín Tovar y Tovar, Arturo Michelena y Cristóbal Rojas fueron becados durante la dictadura de Antonio Guzmán Blanco, a cambio debían pintar sobre temas históricos del país.Entre algunas de las obras más destacadas de este periodo se encuentran «El 5 de julio de 1811» de  Juan Lovera, «La Batalla de Carabobo» de Tovar y Tovar y «Miranda en La Carraca» de Michelena.
Desde el siglo XX comienza un debate en las artes entre una corriente nacionalista y otra cosmopolita, en el Círculo de Bellas Artes en 1912 se va imponiendo las ideas nacionalistas que buscan realizar un arte venezolano alejado de influencias foráneas, centradas en representar a la sociedad, el paisaje y la naturaleza.Entre sus principales exponentes se encontraban Armando Reverón, Manuel Cabré, Leoncio Martínez, Pablo Wenceslao Hernández y Francisco Valdez, quienes buscaban representar el sentimiento nacional desde una visión artística.
En la década de 1940 algunos artistas se muestran descontentos con la forma de educación artística y el supuesto atraso cultural del país, están interesados en estilos vanguardistas provenientes de Europa, dejando de lado el realismo y naturalismo imperante por un arte abstracto.En 1950 surge en París el grupo los Disidentes, formado por jóvenes artistas autoexilados y algunos becados por el Estado, que perseguía «desenmascarar la inautenticidad y falsedad» de la cultura venezolana, entre sus miembros se encontraban Aimeé Battistini, Narciso Debourg, Mateo Manaure y Alejandro Otero.

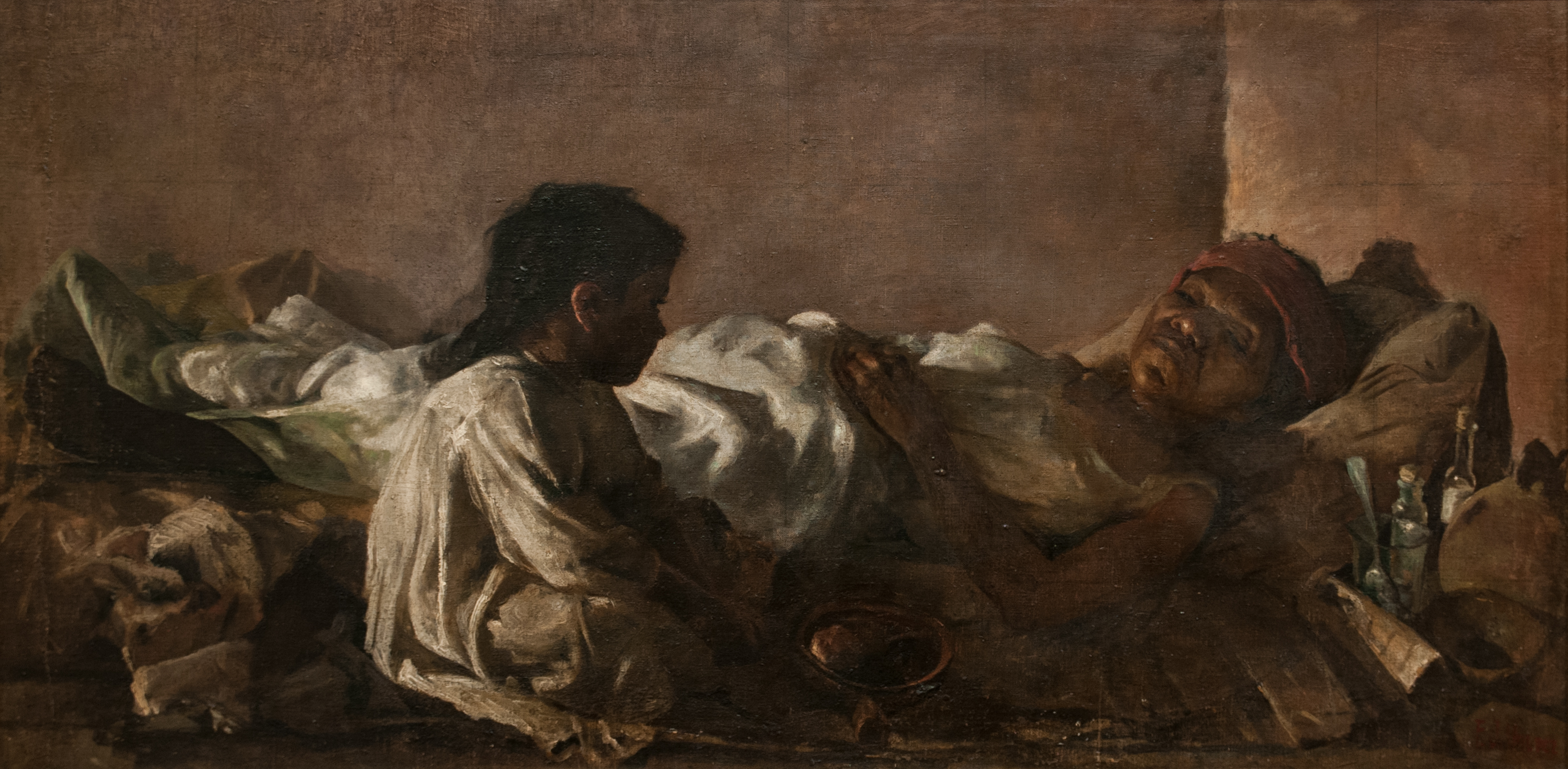
Miseria de Francisco Valdez, una de las obras más representativas del realismo venezolano.

Entre 1950 y 1970, ante el aumento de la pobreza y desigualdad, se da el auge del realismo social y el muralismo proveniente de México, con autores como Alejandro Colina, Pedro León Castro, Francisco Narváez, César Rengifo,  Pedro Centeno Vallenilla y Héctor Poleo.Estos artistas buscaban reflejar los problemas sociales de la época como la pobreza, el éxodo campesino y la represión militar. Asimismo se centraban en una temática criollista buscando representar lo indígena e imágenes de la mitología venezolana. Una de las obras más representativas de esta época es la estatua María Lionza de Alejandro Colina.
A partir de la década de 1980 el país cae en una profunda crisis política, económica y moral, muchos artistas se desentienden de los temas nacionales y el arte de la época se ve influencia por la globalización y la posmodernidad, donde se buscan temas cosmopolitas.Tras la llegada de Hugo Chávez al poder y la polarización de la sociedad, algunos artistas comienzan a interesarse nuevamente en representar el realismo social y temas nacionales.

### Cine y televisión
El nacionalismo en el cine de Venezuela comienza a reflejarse en la década de 1970, en años previos la industria nacional contó con poco desarrollo e interés por parte del Estado. En 1966 se fundó la Cinemateca Nacional por iniciativa de la cineasta Margot Benacerraf, este sería el primer organismo estatal dedicado al cine, prosiguiendo en años posteriores con la creación de otras instituciones e instrumentos para promover el cine nacional.
Entre las décadas de 1970 y 1980 se conocería como «Boom del cine venezolano» coincidiendo con el auge económico producto de la renta petrolera, el Estado dedicaría altas sumas de dinero para la producción nacional.Los géneros que más fuerza alcanzarían serían el cine político y el cine social en donde se buscaría reflejar los problemas de la sociedad. En estos géneros destacarían directores como Román Chalbaud y César Bolívar, y películas como Cuando quiero llorar no lloro, Soy un delincuente, entre otras.
Con la llegada al poder del chavismo, el gobierno promueve una ley para garantizar una mayor producción y exhibición de las cintas nacionales, además se crea a la productora Fundación Villa del Cine y la distribuidora Amazonia Films.Durante el acto de inauguración de la productora, Chávez hizo referencia a la «dictadura cultural de Hollywood» y por medio de las cintas producidas se buscaba promover un cine patriótico, calificado por algunos de los críticos al gobierno como propaganda chavista.Las producciones estatales tuvieron una marcada visión ideológica e histórica, siendo la costosa cinta «Libertador», sobre la vida de Simón Bolívar, el reflejo de estas propuestas.
En 2004, durante el gobierno de Chávez, se aprobaría la Ley de Responsabilidad Social en Radio y Televisión, entre sus objetivos se encontraban promover justicia y la formación de la ciudadanía, y aumentar la difusión de contenido de producción nacional.Entra las exigencias de la ley, se establecía que los medios de comunicación debían trasmitir a diario el himno nacional y un porcentaje de su producción debía ser nacional.

### Deporte

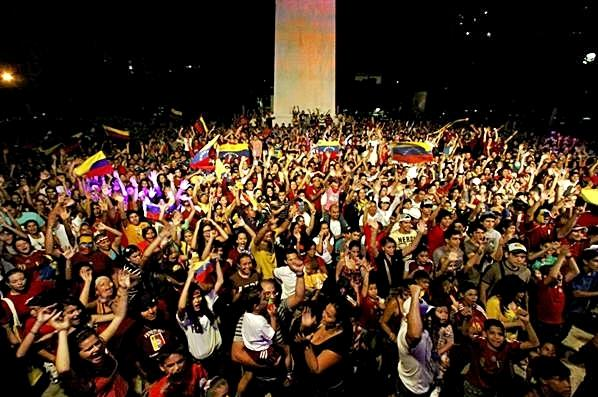
Fanáticos de la selección de fútbol de Venezuela en 2011

En el deporte en Venezuela se ha apelado a un nacionalismo en el deporte profesional como una herramienta para resaltar el prestigio del país, la identidad nacional y reforzar valores asociados a la ideología política del gobernante de turno.Desde la década 2000 la inversión dedicada al deporte ha ido en aumento y se ha convertido en una política de Estado, con el fin de obtener beneficios no tangibles ni monetarios, sino el aumento del prestigio de la nación y del sentido de pertenencia y autoestima entre sus ciudadanos, aunque a veces trasformado en expresiones de antivalores, racismo y xenofobia.
Entre las estrategias del Estado para fomentar el nacionalismo deportivo se encontraron la masificación, profesionalización, financiación y promoción, así como la creación de diversas infraestructuras e instituciones. Algunas de las organizaciones creadas por varios gobiernos para promover el deporte fueron el Comité Olímpico Venezolano, el Ministerio del Deporte, el Instituto Nacional de Deportes, las federaciones deportivas, las asociaciones e instaurar la obligatoriedad de la educación física.
Según autores, a través de los medios, los atletas y conjunto deportivos que han logrado conquistar éxitos en sus respectivas disciplinas han pasan a convertirse de anónimos a una propiedad colectiva admirada que representa el prestigio de la nación, sus éxitos pasan de ser individuales a pertenecer a la nación y son usados por el Estado para diversas campañas y fines.En la Serie Mundial Amateur de Béisbol realizada en La Habana en 1941, la selección de Venezuela se coronó campeona del evento, el equipo fue bautizado como los «Héroes del 41». Este fenómeno se ha repetido desde la década del 2000 con la selección de fútbol de Venezuela, apodada «la vinotinto», donde sus triunfos son percibidas como un triunfo de la nación.
En Venezuela el béisbol es considerado el deporte nacional, desde finales del siglo XIX fue introducido por venezolanos, estadounidenses y cubanos. A pesar de que el futbol llegó antes que el béisbol, este no se popularizó, ya que, en su mayoría, estaba restringido a colegios religiosos, sumado a la influencia caribeña y estadounidense, hizo que el béisbol se esparciera rápidamente por el territorio.A pesar de su popularidad, la práctica del béisbol era mal vista en algunos sectores de la sociedad, pero el 22 de octubre de 1941 la selección de Venezuela se coronó campeona de la IV Serie Mundial de Béisbol amateur derrotando a Cuba, siendo recibidos como héroes en el país y decretándose el 22 de octubre como día nacional del deporte.
Desde 1950 los atletas y conjuntos deportivos, en su mayoría, usaron el color vinotinto en sus uniformes, algunos autores lo atribuyen a que durante la dictadura militarista de Marcos Pérez Jiménez, el instituto nacional de deportes se encontraba a cargo de un funcionario de la Guardia Nacional, cuyo color distintivo es el vinotinto, por lo que se impuso este y no el tricolor.
Desde la década de 2000 el fútbol ha ido aumentando en popularidad en el país con apoyo del Estado y empresas privadas, en el futbol, a diferencia de otros deportes, el sentido de regionalismo y patriotismo es mayor. Pero con el auge de la televisión por cable e internet se volvieron populares el consumo de eventos deportivos de otros países, en particular el futbol europeo, donde muchos jóvenes se identificaron con atletas y equipos extranjeros, perdiendo, según autores, el sentido de pertenencia con lo local, socavando el vínculo entre deporte e identidad nacional.Además, muchas corporaciones entraron en competencia con el Estado para atribuirse el logro de estos atletas, convirtiéndolos en imágenes de sus marcas, compitieron con la nación para apropiarse de los logros deportivos y conseguir atraer consumidores para sus productos.
En el 2007 se realizaría el primer evento deportivo de gran magnitud en el país, la Copa América, se invirtieron millones de dólares en la construcción de estadios y el chavismo hizo constantes expresiones de patriotismo durante el evento, años después saldrían a luz el pago de sobornos por la adjudicación del partido final.En 2023 se hizo la serie del caribe en el país, que tras una profunda crisis económica presentaba altos niveles de pobreza, fallas en los servicios públicos e infraestructuras en franco deterioro.El gobierno invirtió millones de dólares en la organización del evento y en la culminación de dos modernos estadios, y se hizo uso de una retórica patriótica y de superación de la crisis resumida en la frase «Venezuela se arregló».

### Gastronomía

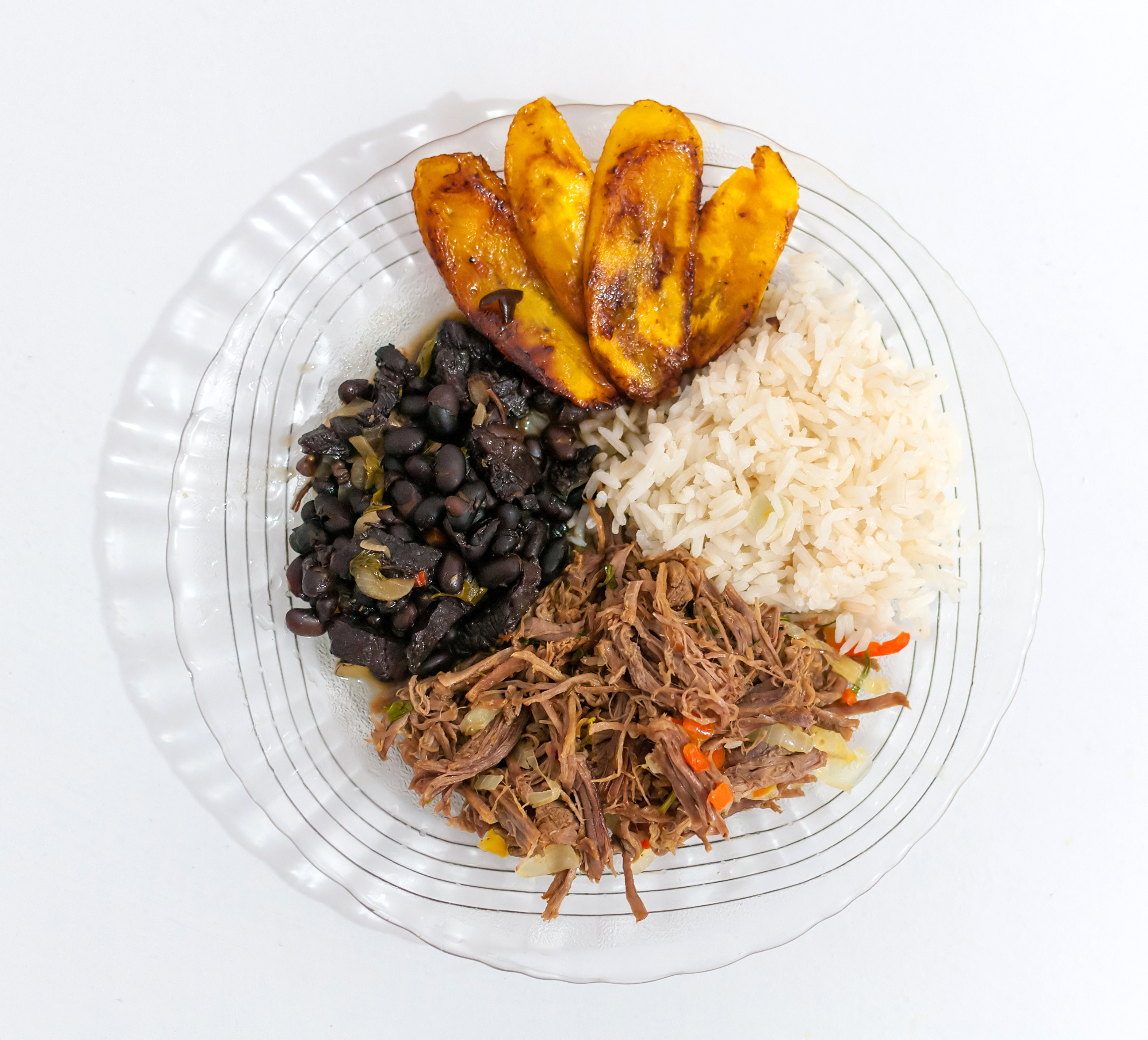
Pabellón Criollo Venezolano

En el ámbito de la gastronomía de Venezuela se desarrolló una especie de nacionalismo gastronómico, buscando construir un corpus culinario nacional que incluyó preparaciones como el pabellón criollo y la hallaca, para tratar de aumentar el sentido de pertenencia de los habitantes.Desde la década de 1910, el pabellón criollo se estableció como base de la identidad nacional gastronómica, el plato que era denominado pabellón caraqueño pasó a llamarse criollo, debido al auge del criollismo proveniente de Caracas, que buscaba asociarlo a lo popular.
El pabellón se convirtió en el «plato nacional», en esto influyo, aparte de su popularidad, su estructura tricolor similar a la bandera, a lo que debe su nombre de pabellón.Los tres colores fueron asociados al mestizaje venezolano, el arroz representó al blanco, las caraotas al negro y la carne de res al indígena.
Por su parte, la hallaca se convirtió en una especie de comida ceremonial, este alimento se volvió típico de la época de festividades de la Navidad venezolana.Según autores, este alimento se convirtió en un vínculo afectivo del sentir nacional, dado su condición de alimento ceremonial que implica un consumo y preparación en grupo, permitió reforzar los lazos de sociabilidad y pertenencia.
Alimentos de origen precolombino o con origen común con otros países de la región, como el casabe, la arepa y la cachapa, han pasado a formar parte de la identidad gastronómica de la nación.En varios medios de comunicación, redes sociales y sitios webs se volvieron frecuentes acaloradas discusiones para atribuirse el origen de estas preparaciones. Desde la década de 1980, debido a la popularización de alimentos y de las cadenas de comida rápida extranjeras, surgió un movimiento que buscaba revalorizar la gastronomía local.

### Idioma
En Venezuela el castellano es la lengua oficial junto con algunas lenguas indígenas que aún se hablan. Entre algunos intelectuales y sectores de la sociedad se desarrolló una visión del idioma como vulgar y arcaico, y una aptitud despectiva hacia las lenguas indígenas y dialectos y acentos del interior del país.Pero otros autores han defendido y promovido el habla popular, la modernización y la influencia indígena y africana en el idioma.
El español llegó con los europeos, muchos misioneros franciscanos se encargaron de enseñar el idioma a los indígenas y de estudiar las lenguas de los mismos.Desde el siglo XIX el humanista Andrés Bello se convertiría en uno de los principales referentes de la lingüística venezolana e hispanoamericana y sus estudios fueron complementados por Rafael María Baralt y Juan Vicente González.Entre 1858 y 1859, en el diario El Monitor Industrial, el escritor Miguel Carmona publicaría el primer diccionario de venezolanismos.
Además, entre muchos estudiosos como Arístides Rojas, Adolfo Ernst, Lisandro Alvarado, Rafael Villavicencio, Tulio Febres Cordero y Fermín Toro, comienza a desarrollarse un interés por las lenguas y culturas indígenas, produciéndose un conjunto de obras sobre estas. En 1883 se funda la Academia Venezolana de la Lengua y uno de sus miembros más destacados, el escritor Julio Calcaño, sería autor de una de las obras más influyentes en el tema, «El castellano en Venezuela», en ella se defendía el purismo lingüístico cuestionando la presencia de léxicos indígenas y variaciones en el idioma.
En el siglo XX algunos autores influenciados por el nacionalismo y el criollismo mostraron interés en conocer y defender el castellano venezolano.El filólogo Ángel Rosenblat, en parte, rechazó el purismo de algunos sectores y se interesó en estudiar y difundir el habla popular venezolana y la influencia indígena en el mismo.Rosenblat se mostró abierto a la modernización y cambios del idioma con la incorporación de nuevas palabras, aunque se mostró hostil con algunos extranjerismo.
Desde la década de 1970 ha surgido un movimiento para revalorizar las lenguas indígenas, en 1979 bajó el gobierno de Luis Herrera Campins se aprobó en un decreto la educación intercultural bilingüe en las comunidades indígenas, oficializando la inclusión en las escuelas de la cultura y lengua de estos pueblos.La revitalización de estos idiomas llevó a que desde la década de 1980 varios pueblos buscaran sustituir etnónimos impuestos desde la colonia, algunos despectivos, por la forma de autodenomición de su respectiva etnia.Con la aprobación de la constitución de 1999 se reconocía a los idiomas indígenas como lenguas de uso oficial junto con el castellano y se asignó rango constitucional a la educación intercultural bilingüe.

### Literatura
Un libro que fue clave en la construcción del nacionalismo venezolano fue la «Historia de la conquista y población de la provincia Venezuela» de José Oviedo y Baños publicada en 1723. La obra fue utilizada por la elite caraqueña para reafirmar su independencia de la Gran Colombia, pues es esta se establecía los orígenes de Venezuela previa a la unión, permitiendo «caraqueñizar» la historia de la conquista y legitimar la independencia del país.
Obras de Simón Bolívar, Andrés Bello y Simón Rodríguez pasarían a formar parte del corpus nacionalista del país. El escritor Rafael María Baralt publicaría en 1841 el Resumen de la Historia de Venezuela, obra que iniciaría la historiografía venezolana, además de publicar otra obras de carácter patriótico.
Desde el siglo XIX algunos autores buscaron estudiar y difundir el folclor venezolano como Adolfo Ernst, Francisco Tosta García, Tulio Febres Cordero y otros, quienes divulgaron la cultura local, principalmente en la revista El Cojo Ilustrado.Por otra parte, el nacionalismo empieza a ser representado por una literatura nativista y costumbrista que buscaba crear un vínculo entre el territorio, las tradiciones y la nación, además comienza a vislumbrarse los conflictos entre «civilización y barbarie». Entre los representantes de este estilo se encontraban Juan Antonio Pérez Bonalde que en 1877 publicaría su famoso poema «Vuelta a la Patria» y Manuel Vicente Romero-García que escribiría en 1890 «Peonía», la primera novela del país.
La obra «Venezuela heroica» de Eduardo Blanco, publicada en 1881, fue fundamental para apuntalar el sentido de identidad nacional, en ella se hace una exaltación a la gesta de independencia y se refuerza el culto a los héroes.La obra tuvo un importante peso en la formación de la población venezolana, siendo reimpreso en diversas ocasiones e influyendo en generaciones posteriores de intelectuales que proseguirían fomentando el culto y el bolivarianismo.
Durante el siglo XX comienza a surgir un movimiento literario denominado criollismo que buscaba resaltar la cultura local, el cual tuvo a Luis Manuel Urbaneja como unos de sus pioneros.Dentro de la sociedad se formó un fuerte sentimiento antihispánico, muchos intelectuales veían a España como un imperio en decadencia y tomaron como modelos a seguir a Francia e Inglaterra.Sin embargo, otros autores mostraron preocupación por la globalización, Mario Briceño-Iragorry, consideraban que a pesar del mestizaje, Venezuela y España formaban una unidad cultural, y se oponía a la influencia anglosajona.Escritores como Enrique Bernardo Núñez y Guillermo Meneses enfocaron sus obras en temas tradicionales y contrarios a la modernidad, mientras que Mariano Picón Salas y Pedro Emilio Coll pregonaban valores cosmopolitas.
Una obra clave en la construcción de la identidad nacional fue la novela Doña Bárbara de Rómulo Gallegos, en la que se esbozó la visión del Estado de la nueva elite gobernante. En la obra, según algunas interpretaciones, los caudillos regionales que gobernaban a Venezuela representaban la barbarie, Doña Bárbara, mientras que la nueva burguesía ascendente representaban a la civilización reflejada en el personaje del abogado Santos Luzardo.Marisela, hija mestiza de Doña Bárbara, encarnaría al pueblo ignorante al que Luzardo educa y transforma con su amor, resultando en la derrota de la barbarie por medio de la unión entre burguesía educada de la ciudad y el pueblo pobre del llano, logrando la civilización.
Entre el siglo XIX y principios del XX, algunos intelectuales como José Gil Fortoul, Pedro Manuel Arcaya, Rufino Blanco Fombona, José Rafael Pocaterra, Arturo Uslar Pietri y otros, empezarían a mostrar preocupación por la identidad mestiza de la población. Estos intelectuales, en algunas de sus obras, trataron de responsabilizar por la pobreza y el autoritarismo imperante en el país a la condición mestiza de la mayoría de la población. Estos factores y la condición mestiza del pueblo generaron en algunos escritores una visión de un país en decadencia que podría degenerar, según el escritor Manuel Díaz Rodríguez, en el «fin de la patria».
Sin embargo, desde la década de 1930 algunos autores empiezan a interesarse por las raíces mestizas de la población y comienzan a difundir obras para resaltar el legado mestizo y combatir el racismo en Venezuela, reflejado en el poema «Píntame angelitos negros» del poeta Andrés Eloy Blanco. Otros autores que representaron una visión positiva del mestizaje de la sociedad fueron Miguel Acosta Saignes, Juan Pablo Sojo, Juan Liscano, Miguel Otero Silva, Pio Tamayo.Por esta época también se comienza a popularizarse el personaje de Juan Bimba, un estereotipo popular del venezolano común que reflejaba los ideales de igualdad entra la población y el sufrimiento de la misma por el aprovechamiento de los políticos.
Ante el comienzo del declive de la democracia puntofijista en la década de 1980, aparecen voces críticas con el modelo país que se estaba desarrollando, el político Juan Pablo Pérez Alfonzo publicaría su obra «El excremento del diablo» definiendo al petróleo como excremento, dejando de verlo como algo positivo y considerándolo como una maldición para la nación.

### Música
En la música venezolana desde la década de 1920 surge un movimiento denominado nacionalismo musical liderado por los compositores Juan Bautista Plaza, Vicente Emilio Sojo y José Antonio Calcaño, estos deseaban realzar la identidad cultural de los venezolanos por medio de la música.En 1930 este movimiento funda la Orquesta Sinfónica Venezuela y la Escuela Nacional de Música de Santa Capilla donde se forjaron autores como Modesta Bor, José Antonio Abreu, Antonio Lauro, Fredy Reyna, a los que se sumaría Aldemaro Romero, que buscaron combinar la música académica con géneros de la música folclórica venezolana.

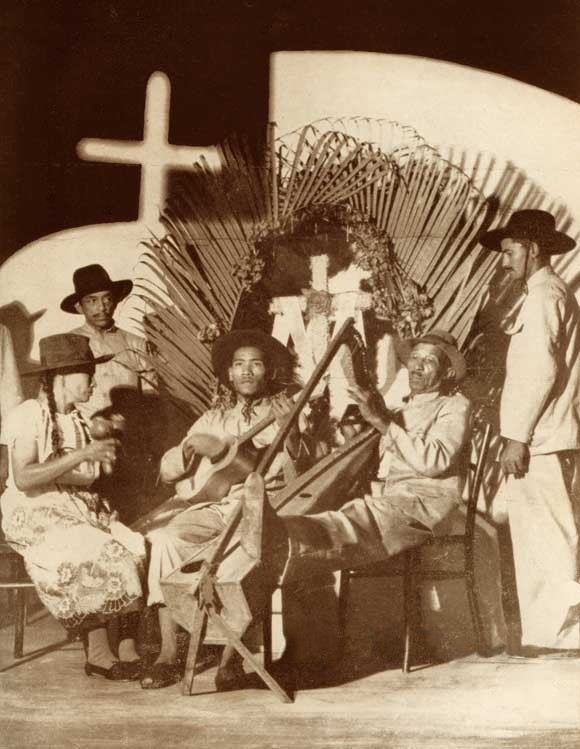
Grupo de música folclórica en los Cantos a la Cruz de Mayo

Desde el siglo XIX el joropo fue el género que más se promovió convirtiéndose en la música nacional, el género originario de los llanos, región desde donde provenían una gran cantidad de los soldados que lucharon en la guerra de independencia.En 1914 se compone la canción Alma llanera popularizándose hasta llegar a ser considerada el segundo himno nacional y en 1954 se populariza la obra «La Cantata Criolla» basada en el poema Florentino y El Diablo escrito por Alberto Arvelo Torrealba.
La investigadora y compositora Isabel Aretz en la década de 1940 fue una de las principales promotoras de la etnomusicología en Venezuela, Aretz se ocupó en recopilar obras musicales de diversos pueblos indígenas del país, además de criticar a los autores venezolanos por centrarse en el estudio de la música europea.
En 1953, durante la dictadura de Pérez Jiménez, se comienza a promover la danza nacional y folclórica en las escuelas, enseñando bailes tradicionales como la Burriquita, el Carite, los Chimichimitos, el Chiriguare, el Pájaro Guarandol, el Sebucán, entre otras. Uno de los grupos de danza que mayor difusión consiguió fue «El Retablo de Maravillas» popularizando un estilo con faldas multicolores, llaneros con botas y música con arpa, cuatro y maracas. El grupo tenía como lema «¡La cultura nos hará un pueblo grande!», y entre sus bailarinas se encontraba Yolanda Moreno quien sería conocida como «La bailarina del pueblo».
Desde la década de los 1960 debido a la represión y la prohibición de los partidos izquierda comienza a popularizarse la canción protesta y la nueva canción entre la juventud, sus letras versaban sobre la cultura e historia local y la lucha contra el imperialismo, gobiernos autoritarios y el sistema capitalista. Este género sufrió de censura y fue ignorado por las grandes disqueras, sin embargo, algunos de sus representantes como Gloria Martín, Soledad Bravo, Lilia Vera, Alí Primera y los Guaraguao lograron cierta popularidad.
En algunos medios comienza a aumentar la difusión a algunos géneros nacionales como el joropo, gaitas, tambor y el calipso, logrando popularidad representantes de estos estilos como Simón Díaz, Un Solo Pueblo, Serenata Guayanesa y Guaco.En la década 1990 comienzan a popularizarse el uso de temas, géneros e instrumentos nacionales en bandas de música popular que realizaron música de fusión como Desorden Público o King Changó.
En el 2004, durante el gobierno de Chávez, se aprueba la Ley de Responsabilidad Social en Radio, Televisión y Medios Electrónicos. La ley establecía que al menos el cincuenta por ciento de la música trasmitida fuera en castellano o idiomas indígenas, de autoría venezolana y que resaltara a la cultura del país, esto llevó a que se popularizaran géneros como el «neofolclor».

### Religión
La iglesia católica llegó con los europeos y durante la época colonial se fue expandiendo por el territorio, convirtiéndose en la creencia practicada por la mayoría de la población.Durante el proceso de independencia algunos sacerdotes se unieron a la causa patriota y en la firma del acta de independencia tomaron parte ocho religiosos, de los cuales tres llegarían a ser obispos.
En la constitución de 1811 se hacía referencia al «Dios Todopoderoso», en la misma se reconocía a la religión católica como la oficial del país, prohibiendo la práctica de otras creencias.Durante las primeras décadas de la república la relación entre la iglesia y el Estado fueron tensas, con gobiernos que buscaron intervenir en los asuntos religiosos y promovieron la libertad de culto.
Estas tensiones llegarían a su máxima expresión en 1870 durante la dictadura de Antonio Guzmán Blanco, quien mantuvo posturas anticlericales buscando limitar la influencia de la iglesia en los asuntos del Estado.Blanco, quien era miembro de una logia masónica, promovió una serie de acciones para buscar la separación entre la iglesia y el Estado, como los matrimonios civiles, cementerios comunitarios y cerrando varios monasterios.Blanco también propuso al Congreso la creación de una iglesia nacional alejada de la influencia del vaticano, en donde los obispos fueran seleccionados por el parlamento y los párrocos por los creyentes.
Durante el siglo XX, la iglesia católica a través de algunos medios de comunicación bajo su control, como el diario católico «La Religión», difundieron ideas fascistas y un nacionalismo reaccionario provenientes de Europa.En varias de las publicaciones se llevaron a cabo apologías y proselitismo a las dictaduras de Benito Mussolini y Adolf Hitler, proponiendo como modelo estos gobiernos.
En el gobierno democrático dirigido por Rómulo Gallegos en 1948 se concretaron una serie de políticas para garantizar la libertad de culto y la separación entre la iglesia y el Estado, así como también limitar el papel de la iglesia en la educación pública.Ante estas políticas que atacaba los intereses de la iglesia, la jerarquía eclesiástica asumió una posición de confrontación directa contra el gobierno, desde diversos medios se acusó a las autoridades de ateos, comunistas, antipatriotas, mediocres sin preparación, arribistas y de tratar de descristianizar a Venezuela.
Tras el golpe de Estado del 24 de noviembre de 1948 algunos medios asociados a la iglesia expresaron su apoyo y creían que las Fuerzas Armadas lograrían restaurar la relación entre la religión y la patria, la moral y el bienestar de la familia venezolana.La dictadura compartía los valores cristianos y anticomunistas de los religiosos, y promovió medidas para beneficiarlos económicamente y permitir su regreso a la educación, fundando la Universidad Católica.Aunque el apoyo a la dictadura perezjimenista no fue unánime, durante esta algunos sectores de la iglesia denunciaron constantemente los abusos del régimen, y la creciente pobreza y corrupción provocada por el mismo.

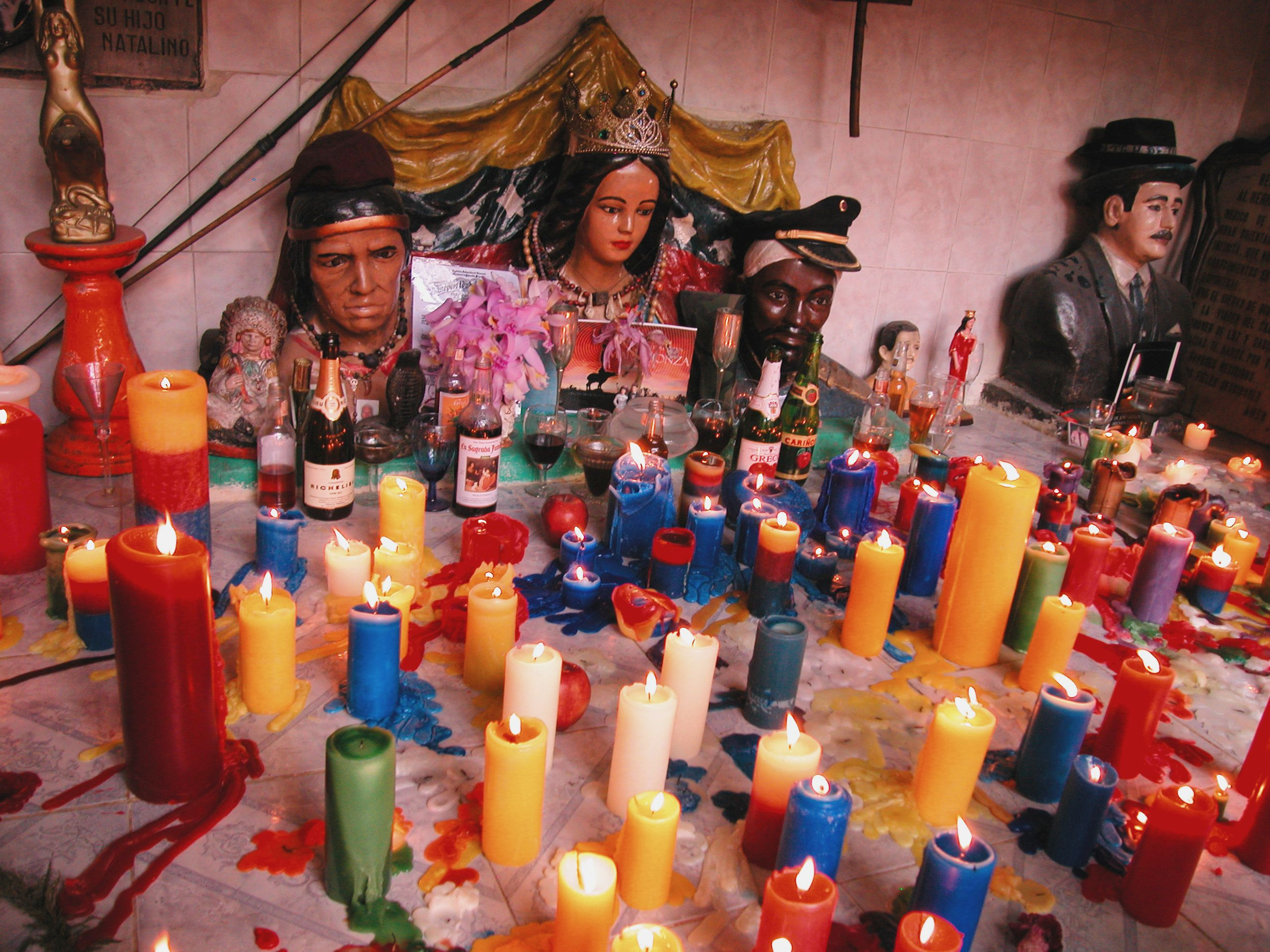
Figuras religiosas del culto a María Lionza

Desde inicios del siglo XX se comienza a popularizar el culto sincrético de María Lionza, el cual reúne creencias católicas, indígenas y africanas, desarrollado una serie de deidades que poseen características históricas y nacionalistas.Entre las cortes que forman parte del panteón del culto se encuentran personajes históricos y mitológicos como Simón Bolívar, José Gregorio Hernández, Guaicaipuro y el Negro Felipe. Esto ha motivado a diversos gobiernos a hacer un uso político del culto, como el dictador Pérez Jiménez, que ordenó construir una estatua de la diosa en la montaña de Sorte, uno de los lugares de peregrinación.
Durante el chavismo las tensiones entre la iglesia y el Estado volverían a aumentar. Hugo Chávez buscó asociar constantemente la imagen del predicador Jesús de Nazaret con la revolución bolivariana y el socialismo, además realizó constantes ataques contra la jerarquía eclesiástica.Por su parte, la jerarquía de la iglesia asumió un discurso de confrontación y se fue politizando, llegando a participar en el golpe de Estado de 2002 contra Chávez. Ante las confrontaciones con el gobierno y el auge de las iglesias evangélicas, el sucesor de Chávez, Nicolás Maduro, buscó profundizar la relaciones con el sector evangélico ante la pérdida de apoyo popular tratando de captar nuevos simpatizantes.